# Armoriale dei comuni della provincia di Bergamo

Stemma della Provincia di Bergamo

Questa pagina contiene le armi (stemmi e blasonature) dei comuni della provincia di Bergamo.
| Stemma                        | Comune e blasonatura | Gonfalone e/o bandiera |
| ----------------------------- | --- | ---------------------- |
|                               | Adrara San Martino D'argento, alla croce di Sant'Andrea d'azzurro, caricata del castello torricellato di un pezzo centrale, merlato di tre alla guelfa. Ornamenti esteriori di Comune. Gonfalone: Drappo partito di bianco e di rosso. |                        |
|                               | Adrara San Rocco D'azzurro, al campanile d'argento, murato, finestrato e chiuso di nero, con la cupola semisferica cimata da una croce latina di rosso, fondato su di una montagna di verde movente dalla punta. Ornamenti esteriori di Comune. D.P.R. dell'8 luglio 1971 Gonfalone: drappo partito di bianco e azzurro… D.P.R. dell'8 luglio 1971 |                        |
|                               | Albano Sant'Alessandro Partito: il PRIMO di giallo, alla stella d'argento di sei punte; il SECONDO di rosso, all'effigie di sant'Alessandro in armatura d'oro. Ornamenti esteriori da Comune. D.P.R. del 5 settembre 1963 Gonfalone: Drappo di colore giallo riccamente ornato di ricami d'argento e caricato dello stemma sopra descritto con l'iscrizione centrata in argento: Comune di Albano Sant'Alessandro. Le parti di metallo e i cordoni saranno argentati L'asta verticale sarà ricoperta di velluto giallo con bullette disposte a spirale. Nella freccia sarà rappresentato lo stemma del Comune e sul gambo inciso il nome. Cravatta e nastro tricolorati dai colori nazionali frangiati d'argento D.P.R. del 5 settembre 1963 |                        |
|                               | Albino Inquartato: al primo e quarto di rosso; al secondo e terzo d’argento, alla torre aperta e finestrata, merlata alla ghibellina, posta sulla partizione del terzo e del quarto. Ornamenti esteriori da Città. D.P.R. del 1º dicembre 1952 Gonfalone: Drappo di azzurro, riccamente ornato di ricami d'oro, caricato dello stemma comunale, con l'iscrizione centrata in oro: Città di Albino. |                        |
|                               | Algua Semipartito, troncato: il PRIMO di verde, alla lettera d'oro A maiuscola; il SECONDO, d'argento, allo zampillo d'acqua di azzurro, sostenuto da una pianura di rosso e in essa ricadente in doppio arco a destra e a sinistra; il TERZO, d'azzurro, al tronco di faggio fondato in punta, cimato da un ramoscello d'ulivo, il tutto al naturale, accompagnato da quattro stelle d'oro, ordinate in palo. Ornamenti esteriori di Comune. D.P.R. del 30 novembre 2005 Gonfalone: Drappo di rosso... D.P.R. del 30 novembre 2005 |                        |
|                               | Almenno San Bartolomeo D'azzurro, al leone d'argento, linguato di rosso, rampante al fusto di un albero, fogliato di verde, il tutto su campagna dello stesso. Ornamenti esteriori da Comune. D.P.R. dell'11 settembre 1960 |                        |
|                               | Almenno San Salvatore D'azzurro, al leone d'oro, linguato di rosso, passante davanti al fusto di un albero al naturale, fogliato di verde, caricato da una lista bifida e svolazzante d'argento, con il motto, in lettere maiuscole di nero: NOSCE TE IPSUM; il tutto su campagna di verde. Ornamenti esteriori da Comune. D.P.R. del 12 gennaio 1967 (precedente stemma riconosciuto con D.C.G del 15 marzo 1934) Gonfalone: drappo di azzurro… |                        |
|                               | Almè Di rosso, alle tre cotisse d'argento, poste in banda; sul tutto due torri dello stesso, murate di nero. Ornamenti esteriori di Comune. D.P.R. del 19 aprile 1956 Gonfalone: Drappo partito di bianco e rosso... D.P.R. del 19 aprile 1956 |                        |
|                               | Alzano Lombardo D'azzurro, al giglio di rosso, accompagnato nel capo da un lambello di rosso a nove punte dentate. Capo di rosso con un ramo di quercia e uno di alloro in decusse, annodati da un nastro dai colori nazionali. Ornamenti esteriori da Città. D.C.G. del 26 maggio 1936 Gonfalone: Drappo di rosso, riccamente ornato di ricami d'oro, caricato dello stemma comunale, con l'iscrizione centrata in oro: Città di Alzano Lombardo. |                        |
|                               | Ambivere D'azzurro, alla muraglia d'argento movente dai fianchi e dalla punta dello scudo, sostenente una torre dello stesso, merlata di cinque alla guelfa, chiusa murata e finestrata di cinque di nero (tre finestre ordinate in fascia sopra la porta e due ai lati) sormontata da un'aquila pure di nero dal volo spiegato. Ornamenti esteriori da Comune D.P.R. del 12 giugno 1969 Gonfalone: Drappo partito di bianco e azzurro... D.P.R. del 12 giugno 1969 |                        |
|                               | Antegnate D'azzurro, all'albero al naturale, nodrito su di una collina di verde, fondata in punta, sostenente su un ramo una colomba d'argento e sinistrato da un leone d'oro, affrontato al tronco. Ornamenti esteriori da Comune. D.P.R. dell'11 novembre 1974 Gonfalone: drappo troncato d'azzurro e di giallo... |                        |
|                               | Arcene D'azzurro, al castello torricellato di un pezzo centrale, al naturale, merlato alla guelfa, aperto e finestrato, fondato su di una campagna di verde. Ornamenti esteriori da Comune. D.P.R. del 30 novembre 1950 Gonfalone: Drappo partito di rosso e azzurro... D.P.R. del 30 novembre 1950 |                        |
|                               | Ardesio Campo di cielo, alla fenice di nero, nella sua immortalità di rosso. Ornamenti esteriori da Comune. D.C.G. del 26 maggio 1928 Gonfalone: drappo di rosso riccamente ornato di ricami d'argento e caricato dello stemma comunale con l'iscrizione centrata in argento "Comune di Ardesio" D.P.C.M. del 4 ottobre 1986 |                        |
|                               | Arzago d'Adda Troncato: nel primo di rosso, al rocchio di colonna con la sommità spezzata in banda, fondato sulla linea di partizione, d’argento; nel secondo di azzurro, al torrione d’oro, murato di nero, merlato alla ghibellina di cinque, chiuso dello stesso, fondato in punta. Ornamenti esteriori da Comune. Gonfalone: drappo partito di giallo e di azzurro… |                        |
|                               | Averara D'azzurro, alle due torri, di rosso, mattonate di nero, merlate alla guelfa di tre, chiuse di nero, finestrate di due in palo, dello stesso, sormontate dall'aquila d'oro, fondate sulla pianura, di verde. Ornamenti esteriori da Comune. Gonfalone: drappo di giallo alla bordatura di azzurro… D.P.R. del 15 luglio 2011 In precedenza il comune utilizzava uno stemma d'azzurro, al castello torricellato di un pezzo centrale, merlato di cinque alla ghibellina, chiuso e finestrato di nero, fondato su una campagna di verde, attraversata da una freccia d'argento posta in sbarra. |                        |
|                               | Aviatico D'azzurro, all'albero al naturale, nodrito su di un monte di sei cime d'oro (3,2,1), sostenente tre uccelli di nero; il tutto sinistrato da un cervo saliente d'argento. Ornamenti esteriori da Comune D.P.R. dell'11 maggio 1972 Gonfalone: Drappo troncato di giallo e azzurro… D.P.R. dell'11 maggio 1972 |                        |
|                               | Azzano San Paolo Partito: al PRIMO d'argento, alla torre merlata alla guelfa, aperta e finestrata del campo; il SECONDO d'azzurro, all'effigie di San Paolo ferma su pianura di verde. Ornamenti esteriori di Comune D.P.R. del 3 ottobre 1956 Gonfalone: Drappo partito di rosso e di bianco. D.P.R. del 3 ottobre 1956 |                        |
|                               | Azzone D'azzurro, alla montagna di verde, fondata in punta e uscente dai fianchi caricata dalla torre civica di Azzone, di argento, murata e finestrata di nero, essa montagna cimata dalla catena montuosa uscente dai fianchi, effigiante il Pizzo Camino e le Pale, di argento, il tutto accompagnato in capo da tre stelle di cinque raggi d'oro, ordinate in fascia. Sotto lo scudo, su lista bifida e svolazzante di azzurro, il motto in lettere maiuscole, di nero: TUTUS IN SILVIS. Ornamenti esteriori di Comune D.P.R. del 13 febbraio 2001 Gonfalone: Drappo bordo di giallo e azzurro… D.P.R. del 13 febbraio 2001 Incongruenza tra disegno e blasonatura: non è presente alcuna lista sotto lo scudo. |                        |
|                               | Bagnatica D'argento all'aquila d'azzurro dal volo abbassato. Ornamenti esteriori di Comune. D.P.R. del 17 settembre 1962 Gonfalone: Drappo partito d'azzurro e di bianco riccamente ornato di ricami d'argento e caricato dello stemma con la iscrizione centrata in argento: Comune di Bagnatica. D.P.R. del 17 settembre 1962 |                        |
|                               | Barbata Partito d’oro e di rosso, alla vacca d’argento, attraversante, ferma sulla pianura erbosa di verde. Ornamenti esteriori di Comune. D.P.R. del 30 agosto 2000 |                        |
|                               | Bariano Troncato da una fascia d’azzurro ondata d’argento: il primo di rosso, a tre gatti d’oro, accovacciati, uno accanto all’altro, con la testa di fronte; il secondo d’argento, a tre pannocchie di mais di verde, poste in palo. Ornamenti esteriori da Comune. D.P.R. del 14 marzo 1979 Gonfalone: drappo troncato di bianco e di rosso… |                        |
|                               | Barzana D'argento, al fiume naturale d'azzurro, scorrente in fascia, alla torre di rosso murata di nero, merlata di tre alla guelfa, attraversante, accompagnata nel cantone destro del capo da due spighe di grano al naturale, decussate, e nel cantone sinistro del capo da un grappolo d'uva di nero, gambuto e pampinoso di verde; in punta una collinetta pure di verde. Ornamenti esteriori da Comune. D.P.R. del 26 luglio 1975 Gonfalone: drappo partito, di bianco e di rosso, riccamente ornato di ricami d'argento e caricato dello stemma sopra descritto con la iscrizione centrata in argento: Comune di Barzana. Le parti di metallo ed i cordoni saranno argentati. L'asta verticale sarà ricoperta di velluto dei colori del drappo, alternati, con bullette argentate poste a spirale. Nella freccia sarà rappresentato lo stemma del Comune e sul gambo inciso il nome. Cravatta e nastri tricolorati dai colori nazionali frangiati d'argento. D.P.R. del 26 luglio 1975 |                        |
|                               | Bedulita Partito: il primo, di rosso, al semivolo d'argento, accompagnato in capo ed in punta da due fasce diminuite, ondate, dello stesso; il secondo, di azzurro, all'albero di betulla d'oro, nodrito nella pianura di verde, accompagnato nel cantone sinistro del capo dalla stella di cinque raggi, d'oro. Ornamenti esteriori da Comune. Del. C.C. n. 126 del 22 luglio 2011 e D.P.R. del 27 gennaio 2012 Gonfalone: drappo partito di giallo e di rosso… |                        |
|                               | Berbenno D'oro alla chiesa pastorale e campanile al naturale, fondati su di una montagna di verde movente dalla punta. Ornamenti esteriori di Comune D.P.R. del 29 dicembre 1969 Gonfalone: drappo di giallo… |                        |
|                               | Bergamo Partito d'oro e di rosso, lo scudo accollato ad un cerchio azzurro con la bordura raggiante d'oro. D.P.C.M. del 28 novembre 1959 (precedente stemma riconosciuto con D.C.G del 16 maggio 1940) Gonfalone: Drappo di rosso, caricato dello stemma comunale, con l'iscrizione centrata in oro: Bergamo Città dei Mille. D.P.R. del 20 gennaio 1960 |                        |
|                               | Berzo San Fermo D'oro, al ciliegio di verde, fruttato di quindici, di rosso, il tronco attraversato dalla vacca ferma, pezzata di argento e di nero, il ciliegio nodrito e la vacca sostenuta dalla pianura di verde, il tutto accompagnato nel canto destro del capo dalla stella di sei raggi, di azzurro. Ornamenti esteriori da Comune. D.P.R. dell'8 novembre 1993 Gonfalone: Drappo partito di bianco e di rosso… D.P.R. dell'8 novembre 1993 |                        |
|                               | Bianzano Semipartito troncato: il PRIMO, di azzurro, alla ruota di mulino, di nero, di otto raggi e di sedici pale; il SECONDO, di rosso, alla conchiglia di argento, attraversante il bordone del pellegrino, posto in palo, di nero; il TERZO, d'oro, al castello di rosso, mattonato di nero, munito di una sola torre centrale, merlato alla guelfa, la torre merlata di tre, il fastigio di otto, quattro e quattro, esso castello finestrato di tre di nero, una finestra nella torre, due nel corpo del castello, chiuso dello stesso, fondato sulla campagna diminuita, di verde. Ornamenti esteriori da Comune. D.P.R. del 10 novembre 2004 Gonfalone: Drappo di bianco con la bordatura di rosso… D.P.R. del 10 novembre 2004 |                        |
|                               | Blello Troncato: nel 1º d'oro, alla effigie della SS. Annunziata; nel 2º bandato d'oro e d'azzurro sostenuto da una trangla, di rosso caricata di una stella d'oro di sei raggi. Ornamenti esteriori da Comune. D.C.G. del 17 ottobre 1932 |                        |
|                               | Bolgare Semipartito troncato: nel primo di rosso; nel secondo d'oro; nel terzo di nero. Ornamenti esteriori da Comune. D.P.C.M. del 13 marzo 1989 Gonfalone: drappo partito di giallo e di rosso… |                        |
|                               | Boltiere Partito: il PRIMO d'azzurro, al bosco di sei alberi al naturale, su una campagna di verde, attraversata da una banda ondata d'azzurro, sormontato da un covone di grano d'oro; il SECONDO d'oro, alla torre di rosso, murata, chiusa e finestrata di nero, merlata di quattro alla ghibellina. Ornamenti esteriori da Comune. Gonfalone: drappo partito di giallo e di azzurro… |                        |
|                               | Bonate Sopra Troncato: sopra d'argento, alla croce patente di rosso, accantonata dalle lettere: BO. NA. TE. SVP. in carattere lapidario romano; sotto: d'argento, al ramo di palma di verde; lo scudo bordato di rosso R.D. 26 agosto 1926, RR.LL.PP. del 19 dicembre 1926 Gonfalone: drappo partito di rosso e di bianco… D.P.R. del 16 marzo 1956 |                        |
|                               | Bonate Sotto D'argento, al profilo dei ruderi della chiesa di Santa Giulia, fondato su campagna di verde. Ornamenti esteriori da Comune D.P.R. del 19 maggio 1954 Gonfalone: Drappo partito di bianco e di verde riccamente ornato di ricami d’argento, le parti di metallo ed i cordoni saranno argentati, l’asta verticale sarà ricoperta dei colori bianco e verde, alternati, con bullette argentate poste a spirale. Cravatta e nastri ricolorati dai colori nazionali frangiati d’argento D.P.R. del 19 maggio 1954 |                        |
|                               | Borgo di Terzo Troncato: nel PRIMO, di azzurro, alle due torri d'argento, una accanto all'altra, chiuse e murate di nero, finestrate di uno dello stesso, merlate alla ghibellina; nel SECONDO, d'oro, ai tre tortelli di rosso, posti due e uno. Ornamenti esteriori di Comune D.P.R. del 31 dicembre 1985 Gonfalone: Drappo troncato di giallo e azzurro… D.P.R. del 31 dicembre 1985 |                        |
|                               | Bossico Inquartato: il PRIMO, di rosso, al sole d'oro; il SECONDO, di azzurro, alla rapa d'argento, fogliata di tre, dello stesso; il TERZO, di azzurro, al monte all'italiana di sei colli, fondato in punta, di argento; il QUARTO, di rosso, alle tre primule, poste a ventaglio, d'oro. Ornamenti esteriori da Comune D.P.R. del 30 ottobre 2008 Gonfalone: drappo di bianco… D.P.R. del 30 ottobre 2008 |                        |
|                               | Bottanuco Partito: nel PRIMO d'oro, alla spada posta in punta accompagnata in capo da tre cuori di rosso, rovesciati, ordinati in fascia; nel SECONDO di rosso, alla piuma d'argento, posta in sbarra; al capo partito d'azzurro e di nero. Ornamenti esteriori di Comune D.P.R. del 14 agosto 1967 Gonfalone: drappo partito di rosso e di giallo… |                        |
|                               | Bracca Troncato: nel PRIMO, d'azzurro, al monte al naturale attraversato da un tralcio di vite, pampinoso di sei e fruttato di due; nel SECONDO, d'argento, caricato da zampilli d'acqua al naturale. Ornamenti esteriori da Comune Gonfalone: drappo troncato di bianco e di azzurro… |                        |
|                               | Branzi Interzato in palo: nel PRIMO troncato: a) tagliato di rosso e d'argento, b) di rosso; nel SECONDO, d'azzurro, al pino silvestre, di verde fustato al naturale, nodrito nella pianura d'oro; nel TERZO, troncato; a) di rosso, b) trinciato d'argento e di rosso. Ornamenti esteriori da Comune D.P.C.M. n. 371 del 13 luglio 1987 Gonfalone: drappo troncato di bianco e di azzurro… |                        |
|                               | Brembate Trinciato dalla banda diminuita di rosso, caricata da tre stelle di cinque raggi, d'argento: il PRIMO, di azzurro, alla pannocchia di granturco d'oro, con le brattee dello stesso, impugnata con due spighe di grano d'oro, una in banda, l'altra in sbarra; il SECONDO, d'oro, ai due pali scorciati, di altezza disuguale, con le sommità ritondate, il palo a destra più alto, essi pali fondati in punta e di azzurro. Ornamenti esteriori da Comune D.P.R. del 29 gennaio 2003 Gonfalone: drappo di bianco con la bordatura di azzurro D.P.R. del 29 gennaio 2003 |                        |
|                               | Brembate di Sopra Troncato d'oro e di verde, alla banda scalinata di due dell'uno nell'altro D.P.R. del 16 marzo 1961 Gonfalone: Drappo troncato di verde e giallo… |                        |
|                               | Brignano Gera d'Adda Partito d'argento e di oro, alla verghetta d'azzurro attraversante sulla partizione; nel PRIMO al biscione visconteo, di azzurro, ingollante il fanciullo di carnagione, posto in fascia, con le braccia aperte, il biscione sormontato dalla coroncina nobiliare d'oro; nel SECONDO alla torre di rosso, murata di nero, chiusa dalla stessa, fondata su campagna di verde. Ornamenti esteriori da Comune D.P.R. del 5 giugno 2001 Gonfalone: drappo partito di giallo e di azzurro… |                        |
|                               | Brumano Partito: il PRIMO, di azzurro, alla stella alpina gambuta e fogliata, d'argento, accompagnata da due fasce ondate, dello stesso, una in capo, l'altra in punta; il SECONDO, palato di rosso e di argento. Ornamenti esteriori da Comune D.P.R. del 28 settembre 2007 Gonfalone: drappo di bianco con la bordatura di azzurro… |                        |
|                               | Brusaporto D'azzurro, al piccone e alla vanga d'argento, manicati al naturale, posti in croce di Sant'Andrea, accompagnati in capo e in punta da un'ape d'oro, dal volo spiegato. Ornamenti esteriori da Comune D.P.R. del 9 marzo 1962 Gonfalone: Drappo partito di bianco e giallo… D.P.R. del 9 marzo 1962 |                        |
|                               | Calcinate Troncato: nel PRIMO di nero ai quattro P romani maiuscoli d'oro, posti a coppie in fascia, ciascuna coppia sormontata da un segno di abbreviazione generica medioevale pure d'oro; nel SECONDO sbarrato d'azzurro e d'argento. Ornamenti esteriori da Comune D.P.R. del 25 agosto 1953 Gonfalone: Drappo interzato di nero di azzurro e bianco… D.P.R. del 25 agosto 1953 Incongruenza tra disegno e blasonatura: il secondo è d'azzurro a tre sbarre d'argento e non sbarrato d'azzurro e d'argento. Nonostante la blasonatura ufficiale descriva un campo sbarrato, lo stemma utilizzato dal Comune presenta la seconda partizione d'azzurro a tre sbarre d'argento. |                        |
|                               | Calcio Di rosso, al castello torricellato di due merlato, d'argento, aperto e finestrato del campo, murato di rosso al leone d'oro, nascente dal centro del castello, e tenente con la destra una spada dello stesso R.D. 18 luglio 1930, RR.LL.PP. del 3 dicembre 1931 Gonfalone: Drappo di giallo… D.P.R. del 21 marzo 1997 |                        |
|                               | Calusco d'Adda Partito d'oro e di rosso alla banda ondata di azzurro, attraversato dal castello torricellato di un pezzo centrale, aperto e finestrato, merlato alla guelfa. Ornamenti esteriori da Comune D.P.C.M. del 13 febbraio 1957 Gonfalone: Drappo interzato in palo di giallo, di bianco e di azzurro... D.P.C.M. del 13 febbraio 1957 |                        |
|                               | Calvenzano Troncato: nel primo, di rosso, alla lira d'oro, munita di cinque corde, di nero; nel secondo, d'azzurro, alla fede di carnagione, con gli avambracci, vestiti di rosso, moventi dai fianchi dello scudo. Ornamenti esteriori da Comune D.P.C.M. dell'11 luglio 1987 Gonfalone: Drappo troncato di azzurro e di rosso… D.P.C.M. del 20 gennaio 1961 |                        |
|                               | Camerata Cornello Inquartato: il primo d'argento ad un corno di nero posto in fascia; il secondo d'azzurro all'ingresso di una miniera chiusa di nero; sul tutto un badile ed un piccone d'oro; il terzo di rosso ad un bue di oro fermo su pianura di verde e accostato da due abeti d'argento; il quarto d'oro al leone di S. Marco di rosso. Ornamenti esteriori da Comune D.P.R. del 3 febbraio 1981 Gonfalone: Drappo di bianco... D.P.R. del 3 febbraio 1981 |                        |
|                               | Canonica d'Adda D'azzurro, al ponte al naturale di tre archi, piantato sulla riviera fluttuosa d'argento, sormontato da una mitra pure di argento. Ornamenti esteriori da Comune D.P.R. del 10 aprile 1954 Gonfalone: Drappo di colore azzurro, riccamente ornato di ricami d’argento e caricato dello stemma sopra indicato con l’iscrizione centrata in argento: Comune di Canonica d'Adda. Le parti di metallo ed i cordoni saranno argentati. L'asta verticale sarà ricoperta di velluto di colore azzurro con bullette argentate poste a spirale. Nella freccia sarà rappresentato lo stemma del Comune e sul gambo inciso il nome. Cravatta e nastri tricolorati dai colori nazionali frangiati d’argento D.P.R. del 10 aprile 1954 |                        |
|                               | Capizzone D'argento, al torrione d'azzurro, quadrato, visto in prospettiva, merlato di tre alla guelfa, accantonato da quattro mele di rosso, gambute e fogliate di verde, alternate con quattro ricci di castagno, di verde gambuti e fogliati. Ornamenti esteriori da Comune D.P.R. del 25 febbraio 1983 Gonfalone: drappo di azzurro… D.P.R. del 25 febbraio 1983 |                        |
|                               | Capriate San Gervasio Troncato: al 1º d'azzurro, allo scaglione d'argento, accompagnato da tre fusi dello stesso; nel 2º d'argento, al castello di rosso, torricellato di due, merlato alla ghibellina, murato di nero, aperto e finestrato nel campo, fondato su d'una campagna di verde, con in capo un fulmine, di rosso. Ornamenti esteriori da Comune R.D. del 27 agosto 1928, RR.LL.PP. del 26 luglio 1929 Gonfalone: drappo di azzurro… |                        |
|                               | Caprino Bergamasco Di verde, alla rotella d’azzurro caricata del leone di San Marco d’oro, fiancato a destra di rosso e a sinistra d’oro; al motto: “Semper (sul rosso) tecum (nel verde) ero (sull’oro). Ornamenti esteriori da Comune D.P.R. del 5 dicembre 1973 Gonfalone: drappo partito di giallo e di rosso… |                        |
|                               | Caravaggio Inquartato, di rosso e d'argento. Lo scudo fregiato di ornamenti da Comune D.C.G. del 14 settembre 1928 Gonfalone: drappo di bianco… D.P.R. del 26 giugno 2008 |                        |
|                               | Carobbio degli Angeli D'azzurro, al castello d'oro, chiuso e murato di nero, formato da due torri riunite dalla cortina di muro, le torri merlate di tre, la cortina di sei, alla guelfa, accompagnato in capo da quattro bisanti d'argento, ordinati in fascia, fondato sulla campagna d'argento, caricata dal tralcio di vite, posto in fascia, pampinoso di quattro, al naturale, fruttato di quattro, di nero. Ornamenti esteriori da Comune D.P.R. del 4 ottobre 1986 Gonfalone: Drappo partito di bianco e azzurro… D.P.R. del 4 ottobre 1986 |                        |
|                               | Carona Troncato: nel primo, d'oro alla barra ondata d'azzurro; nel secondo, di rosso ai due monti d'argento, fondati in punta, il destro più alto. ornamenti esteriori di Comune Gonfalone: drappo partito di giallo e di bianco… D.P.R. del 6 novembre 2008 |                        |
|                               | Carvico Partito: nel primo, d'argento alla chiesa in prospettiva di rosso, aperta e finestrata di tre dello stesso, sinistrata da un campanile di rosso, anch'esso in prospettiva, finestrato di nero di tre, cimato da una crocetta latina dello stesso; nel secondo, d'azzurro all'albero sradicato al naturale, avvinto da un tralcio di vite, fruttato d'oro di due pezzi e fogliato di verde di tre pezzi. D.P.R. del 18 marzo 1969 Gonfalone: drappo partito di azzurro e di bianco… D.P.R. del 18 marzo 1969 |                        |
|                               | Casazza Troncato: nel 1° di rosso alla stella d’argento, accostata da due mezzelune dello stesso, figurate ed affrontate; nel 2° d’argento, cuneato di rosso di due. Ornamenti esteriori da Comune. D.P.R. del 27 marzo 1974 Gonfalone: drappo troncato di bianco e di rosso… D.P.R. del 27 marzo 1974 |                        |
|                               | Casirate d'Adda D'azzurro, alla pianta dell'olmo al naturale (di verde), nascente da una terrazza dello stesso e accostato in capo, ordinate in fascia, di tre api d'oro dal volo spiegato. Segni esterni di Comune D.P.R. del 18 giugno 1963 Gonfalone: drappo partito di giallo e di azzurro… |                        |
|                               | Casnigo Troncato da un filetto d’oro: nel primo alla chiesa al naturale, munita di campanile centrale, tegolata di rosso, sostenuta sulla campagna di verde; nel secondo all'agnus dei, fermo sulla campagna di verde. Gonfalone: Drappo di azzurro, riccamente ornato di ricami d'argento, caricato dello stemma comunale, con l'iscrizione centrata in argento: Comune di Casnigo. |                        |
|                               | Cassiglio Semitroncato partito: il PRIMO, d'oro, all'aquila col volo alzato, di nero; il SECONDO, di verde, ai tre chiodi all'antica, di nero, uno a destra, l'altro a sinistra, il terzo, centrale, abbassato, rovesciato; il TERZO, di azzurro, alla torre di argento, murata di nero, merlata alla guelfa di tre, finestrata di due in palo, di nero, chiusa dello stesso, fondata sulla pianura di rosso. Ornamenti esteriori da Comune D.P.R. del 5 aprile 2006 Gonfalone: Drappo partito di rosso e giallo… D.P.R. del 5 aprile 2006 |                        |
|                               | Castel Rozzone D'oro alla torre di rosso murata di nero, chiusa, merlata alla ghibellina, caricata degli stemmi dei Rozzoni e dei Visconti Pimi; fondata in punta su un corso d'acqua. Ornamenti esteriori da Comune. D.P.C.M. del 25 febbraio 1983 Gonfalone: drappo troncato di rosso e azzurro… D.P.C.M. del 25 febbraio 1983 |                        |
|                               | Castelli Calepio Partito: il PRIMO d'azzurro, al leone d'oro, linguato di rosso e armato di nero, accompagnato da tre gigli d'oro, posti due in capo, fiancheggianti una corona comitale dello stesso, uno in punta; il SECONDO di rosso, al castello d'argento, aperto e murato di nero, merlato di cinque alla ghibellina, sormontato da una corona muraria pure d'argento, di cinque merli, e accompagnato in punta da un giglio bianco, posto in sbarra, fogliato di due. Ornamenti esteriori da Comune. D.P.R. del 27 giugno 1962 Gonfalone: drappo partito di rosso e di azzurro… |                        |
|                               | Castione della Presolana Di rosso, al leone di argento, allumato di rosso, coronata con corona alla antica di tre punte, d'oro, sostenente con la zampa anteriore destra il castello d'oro, chiuso e finestrato di nero, merlato alla guelfa, di tre torri, la torre centrale più alta, le torri merlate di tre, il fastigio di sette, esso leone poggiante la zampa posteriore sinistra sulla montagna d'argento, con il profilo evocante il profilo della Presolana, fondata in punta. Ornamenti esteriori da Comune. D.P.R. del 20 gennaio 1998 Gonfalone: drappo di bianco… D.P.R. del 20 gennaio 1998 |                        |
|                               | Castro Di rosso, alla torre d'oro, murata, finestrata, chiusa, di nero, merlata alla guelfa di tre, fondata sulla campagna diminuita di azzurro, fluttuosa di argento; al capo di verde, caricato dalla scritta CASTRUM in lettere maiuscole d'oro. Ornamenti esteriori da Comune. Gonfalone: drappo di giallo… |                        |
|                               | Cavernago Inquartato: al primo di argento all'aquila di rosso, coronata di nero dal volo abbassato; al secondo di azzurro a otto fiordalisi d'oro posti in fascia 3,2,3; al terzo di rosso alla gemella d'argento posa in banda ingollata da due teste di leone; al quarto di argento a tre testicoli di rosso disposti 2-1. Ornamenti esteriori da Comune. D.P.R. dell'11 marzo 1953 Gonfalone: Drappo di azzurro... D.P.R. dell'11 marzo 1953 |                        |
|                               | Cazzano Sant'Andrea Partito: nel primo, di azzurro, al torrione cimato da tre pilastri, sostenenti il tetto a due falde, il tutto d'oro murato di nero, munito di otto beccatelli visibili, finestrato di uno di nero, fondato sulla pianura, dello stesso; nel secondo, fasciato di azzurro e d'oro di dodici pezzi, attraversato dalla fanciulla gitana danzante, di carnagione, capelluta di nero, con collana d'oro, vestita con corpetto di rosso e con la gonna di verde, le braccia, parte delle gambe e i piedi ignudi. Ornamenti esteriori da Comune. D.P.R. del 19 dicembre 1988 Gonfalone: Drappo partito di rosso e di azzurro, riccamente ornato di ricami d'argento, caricato dello stemma comunale, con l'iscrizione centrata in argento: Comune di Cazzano Sant'Andrea. |                        |
|                               | Cenate Sopra Semipartito troncato: nel primo, di rosso, caricato da due lettere C S (Cenate Sopra) d'oro; nel secondo, di verde, caricato da una salamandra di nero pezzata d'oro; nel terzo, d'azzurro, alla montagna di verde. Ornamenti esteriori da Comune. D.P.R. del 1º giugno 1998 Gonfalone: drappo partito di giallo e di rosso… |                        |
|                               | Cenate Sotto Troncato semipartito: il primo di rosso, al leone troncato d'oro e d'argento; il secondo d'oro, al giglio di giardino gambuto e fogliato di due al naturale, in palo; il terzo d'oro, alla vite al naturale, pampinosa di quattro di verde, fruttata e accollata ad un palo di nero, il tutto su campagna di verde. Ornamenti esteriori da Comune. D.P.R. del 21 marzo 1983 Gonfalone: Drappo partito di giallo e di rosso… |                        |
|                               | Cene D'argento, all'aquila al volo abbassato al naturale. Ornamenti esteriori da Comune. Gonfalone: Drappo d'azzurro, riccamente ornato di ricami d'argento, caricato dello stemma comunale, con l'iscrizione centrata in argento: Comune di Cene. |                        |
|                               | Cerete D'oro al leone di rosso; al capo di nero, caricato di tre stelle d'oro ordinate in fascia. Ornamenti esteriori di Comune. D.P.R. del 21 marzo 1972, trascritto nei registri dell'Ufficio Araldico il 20 giugno 1972, Reg. anno 1972, p. n. 12 Gonfalone: drappo troncato di rosso e di nero… |                        |
|                               | Chignolo d'Isola Partito: il Primo di azzurro, alla pianta di gelso al naturale, radicata su campagna di verde; il Secondo di rosso, alla banda d'azzurro, accostata in capo da tre spighe d'oro, ordinate in fascia. Ornamenti esteriori di Comune. D.P.R. del 25 novembre 1964 Gonfalone: drappo di azzurro… |                        |
|                               | Chiuduno Di azzurro, al castello di rosso, torricellato di un pezzo centrale, merlato alla ghibellina, aperto e finestrato di nero, fondato sulla campagna di verde; al capo d'oro, caricato dell'aquila di nero dal volo spiegato. Gonfalone: drappo di rosso… |                        |
|                               | Cisano Bergamasco D'argento, alla cortina di un castello, con due torri quadrate, aperto, finestrato e murato di nero, fondato su una campagna di verde, il tutto abbassato ad un capo d'azzurro, caricato di due stelle d'oro (5) poste in fascia. Ornamenti esteriori da Comune. D.P.R n. 2537 del 22 settembre 1976 Gonfalone: drappo troncato di bianco e di azzurro… |                        |
|                               | Ciserano Di argento, alla mucca lattifera pezzata, passante sulla campagna, di verde, accompagnata in capo da un castello di rosso, aperto e finestrato del campo. Ornamenti esteriori da Comune D.P.R. 18 giugno 1952, registrato alla Corte dei Conti in data 1º ottobre 1952 e all'Ufficio araldico in Roma in data 28 gennaio 1953 Gonfalone: drappo di colore azzurro… |                        |
|                               | Cividate al Piano D'oro, al castello di rosso, torricellato di un pezzo centrale, merlato alla guelfa ed aperto di nero, fondato su pianura erbosa al naturale. Ornamenti esteriori da Comune D.P.R. del 6 ottobre 1953 Gonfalone: drappo interzato in palo di giallo, di rosso e di verde… |                        |
|                               | Clusone Partito d’oro e di rosso, alla rotella d’argento, attraversante, caricata di una rosa araldica bottonata d’oro. Ornamenti esteriori di Città. Gonfalone: Drappo partito di giallo e di rosso... |                        |
|                               | Colere Di nero alle quattro punte della Presolana dette Quattro Matte d'argento, caricate dalla spada barbara in sbarra, spezzata dal gladio romano in banda, entrambi d'azzurro. Ornamenti esteriori da Comune D.P.R. n.4065 del 24 novembre 1983 Gonfalone: drappo partito di bianco e di azzurro… |                        |
|                               | Cologno al Serio Di rosso, alla colonna d'argento sormontata da una corona d'oro all'antica. Ornamenti esteriori da Comune. D.P.R. nº 1156 del 16 aprile 1976 Gonfalone: Drappo troncato di bianco e di giallo… D.P.R. nº 1156 del 16 aprile 1976 |                        |
|                               | Colzate Troncato, alla fascia ondata di azzurro sulla troncatura: nel Primo di rosso alle tre spighe d'oro ordinate in fascia; nel Secondo d'oro all'albero sradicato di verde gambuto e fogliato al naturale. Ornamenti esteriori da Comune. Gonfalone: Drappo partito di rosso e di giallo, caricato dello stemma comunale, con l'iscrizione centrata in argento: Comune di Colzate. |                        |
|                               | Comun Nuovo D'argento, bordato d'azzurro, caricato da un castello di rosso, torricellato di uno, murato di nero, ornamenti esteriori da Comune. D.P.R. del 14 marzo 1979 Gonfalone: Drappo partito di rosso e di bianco riccamente ornato di ricami d'argento e caricato dello stesso sopra descritto con l'iscrizione centrata in argento: "Comune di Comun Nuovo". Le parti di metallo e i cordoni saranno argentati L'asta verticale sarà ricoperta di velluto dei colori del drappo, alternati, con bullette disposte a spirale. Nella freccia sarà presentato lo stemma del Comune e sul gambo inciso il nome. Cravatta e nastro tricolorati dai colori nazionali frangiati d'argento. D.P.R. del 14 marzo 1979 |                        |
|                               | Corna Imagna D'azzurro, alla collina di verde fondata sulla campagna dello stesso, solcata questa dal fiume d'azzurro posto in banda, il tutto accompagnato in capo dal libro aperto d'oro. Ornamenti esteriori da Comune. D.P.R. n. 3517 dell'8 settembre 1983, registrato alla Corte dei Conti il 20 dicembre 1983 (reg. n. 10 - foglio 312), trascritto nel registro araldico dell'Archivio Centrale dello Stato il 23 gennaio 1984 Gonfalone: drappo troncato di giallo e d'azzurro… |                        |
|                               | Cornalba Campo di cielo ad una montagna al naturale sulla cui cima centrale è posto un cesto con un manico sostenente una colomba con le ali spiegate addossata a due spade abbrunite in decusse con la punta all’ingiù; uscenti dalla punta dello scudo due abeti al naturale. Il tutto su campagna di rosso D.P.R. del 13 dicembre 1978 Gonfalone: drappo troncato di azzurro e di rosso… |                        |
|                               | Cortenuova Di rosso, a due mazze ferrate, poste in croce di S. Andrea, cogli anelli rivolti in basso, accompagnate in capo da una fiamma, il tutto d'argento. Ornamenti esteriori da Comune. Gonfalone: drappo partito di rosso e di bianco… D.P.R. del 19 gennaio 1950 |                        |
|                               | Costa di Mezzate D'oro, al castello di rosso, murato di nero, formato dall'antimuro poligonale (tre lati visibili), chiuso di nero, merlato alla ghibellina di undici merli visibili, quattro angolari, tre nel prospetto centrale, due nei prospetti laterali, l'antimuro parallelo e posto a difesa di tre casematte retrostanti, coperte di rosso, munite di finestrelle a guisa di feritoie, del campo, le casematte laterali con quattro feritoie ciascuna, due e due, la casamatta centrale, più alta, con sei feritoie, tre e tre, unita alla torre retrostante, merlata alla ghibellina di cinque, finestrata di quattro, in fascia del campo. Ornamenti esteriori da Comune D.P.R. del 22 settembre 1992 Gonfalone: drappo di rosso… |                        |
|                               | Costa Serina D'azzurro al ramo d'ulivo al naturale, accostato da due stelle d'oro a sei punte, con due monti di verde fondati in punta. Ornamenti esteriori da Comune. D.P.R. del 23 dicembre 1971 Gonfalone: drappo troncato di verde e di azzurro… |                        |
|                               | Costa Valle Imagna D'oro, alla fascia di azzurro, accostata in capo da tre stelle dello stesso ordinate in fascia (6) ed in punta da un monte di tre cime, la centrale più elevata, al naturale. Ornamenti esteriori da Comune. D.P.R. dell'8 ottobre 1976, trascritto nei registri dell'Ufficio Araldico il 22 novembre 1976, Reg. anno 1976 pag. n. 67. Gonfalone: drappo partito di giallo e di azzurro… |                        |
|                               | Costa Volpino Trinciato, alla banda di rosso caricata della divisa in caratteri di nero VOLPINUS: al primo d'argento, al drago alato di verde, linguato di rosso; al secondo d'azzurro alla volpe, dalla testa rivoltata, ferma su terrazza di verde e addestrata da un monte roccioso uscente dal fianco destro dello scudo, il tutto al naturale; al capo di rosso, caricato di tre stelle (6), d'argento, poste in fascia. Ornamenti esteriori da Comune. D.P.R. 14 luglio 1960. Gonfalone: Drappo trinciato di bianco e di azzurro… |                        |
|                               | Covo Di rosso, al covone di spighe di grano d'oro. Ornamenti esteriori da Comune D.P.R. del 25 agosto 1953 Gonfalone: drappo partito di rosso e di giallo, riccamente ornato di ricami d'argento e caricato dello stemma sopra descritto con l'iscrizione centrata in argento: Comune di Covo. Le parti di metallo ed i cordoni saranno argentati. L'asta verticale sarà ricoperta di velluto dai colori rosso e giallo, alternati, con bullette argentate poste a spirale. Nella freccia sarà rappresentato lo stemma del Comune e sul gambo inciso il nome. Cravatta e nastri tricolorati dai colori nazionali frangiati d'argento. |                        |
|                               | Credaro Semipartito-troncato; nel 1º di rosso al caduceo d'oro; nel 2º d'azzurro al leone di San Marco pure d'oro; nel 3º d'argento alla vite di verde, pampinosa di quattro e fruttata di due di nero. Ornamenti esteriori da Comune. D.P.R. n.350 del 28 dicembre 1970 Gonfalone: drappo troncato di bianco e d'azzurro… |                        |
|                               | Curno Interzato in fascia: nel primo azzurro, all'anfora d'oro, addestrata da un sesterzio d'argento, sinistrata da un ramo di corniolo, fruttato di tre, il tutto al naturale; nel secondo d'argento, a due torri di rosso, murate di nero, merlate alla guelfa; nel terzo di verde, alla ruota dentata di 12 d'argento D.P.C.M. del 10 dicembre 1973 Gonfalone: Drappo partito di bianco e azzurro… |                        |
|                               | Cusio Di rosso, al carpine fustato e sradicato, al naturale, fogliato di trenta, di verde, fruttato di dieci, d'argento. Ornamenti esteriori da Comune. D.P.R. del 22 marzo 2010 Gonfalone: drappo di bianco con la bordatura di verde… |                        |
|                               | Dalmine Partito: nel PRIMO troncato: a) d'azzurro al giglio d'argento; b) di verde al camoscio al naturale sopra un terreno erboso; nel secondo di oro al castello di rosso torricellato di uno, aperto e finestrato del campo. Ornamenti esteriori da Comune. D.P.R. del 24 marzo 1994 Gonfalone: Drappo partito di giallo e verde... D.P.R. del 24 marzo 1994 |                        |
|                               | Dossena Partito: nel PRIMO d'azzurro, all'aquila d'oro, rivoltata, sorante dal monte di verde, fondato in punta, su cui è aperta la caverna di nero; nel SECONDO, d'argento, al castagno al naturale, fruttato di sei d'oro, nodrito nella pianura erbosa di verde, sormontato dalla croce del Calvario di rosso Gonfalone: Drappo partito di bianco e azzurro... |                        |
|                               | Endine Gaiano L'effigie di S. Giorgio a cavallo che trafigge il drago Gonfalone: Drappo di azzurro... |                        |
|                               | Entratico Partito semitroncato: nel primo di rosso alla torre d’argento, murata, chiusa e finestrata di nero, merlata di tre alla ghibellina; nel secondo d’oro alla colonna di rosso, fondata sulla pianura di verde, scanalata, tozza a guisa di rocchio, cui è accollata la pianta di vite, fogliata di verde, fruttata di cinque di viola; nel terzo d’argento alla caverna di roccia al naturale, aperta di nero, movente dal fianco sinistro, fondata sulla pianura di verde. Ornamenti esteriori da Comune D.P.R. del 12 giugno 1984 Gonfalone: Drappo partito di bianco e di rosso... D.P.R. del 12 giugno 1984 |                        |
|                               | Fara Gera d'Adda Partito d'oro e di rosso, al castello dell'uno nell'altro, merlato alla guelfa, chiuso e finestrato di nero; al capo d'argento, caricato da un leone rampante di rosso. Ornamenti esteriori da Comune D.P.R. dell'11 maggio 1951 Gonfalone: drappo d'azzurro… |                        |
|                               | Fara Olivana con Sola Troncato da una fascia in divisa d'argento, ondata e ombrata d'azzurro; nel primo d'azzurro a tre spighe di grano d'oro una accanto all'altra; nel secondo di rosso a tre pannocchie di granoturco d'argento ugualmente ordinate. Ornamenti esteriori da Comune. Gonfalone: Drappo troncato, di rosso e d'azzurro, riccamente ornato di ricami d'argento e caricato dello stemma sopra descritto con l'iscrizione centrata in argento: Comune di Fara Olivana con Sola. Le parti di metallo ed i cordoni sono argentati. L'asta verticale è ricoperta di velluto dei colori del drappo, alternati, con bullette argentate poste a spirale. Nella freccia è rappresentato lo stemma del Comune e sul gambo inciso il nome. Cravatta e nastri tricolorati dai colori nazionali frangiati d'argento. D.P.R. del 5 settembre 1963 |                        |
|                               | Filago Partito: nel primo, d’argento, all’aquila coronata di nero; nel secondo, bandato di azzurro e di rosso. Ornamenti esteriori da Comune D.P.R. del 9 aprile 1974 Gonfalone: drappo partito di azzurro e di bianco… |                        |
|                               | Fino del Monte D'oro, alla fascia ridotta d'argento, caricata dalla scritta, in lettere capitali di nero, INCIPIT VITA NOVA, accompagnata in capo dall'aquila coronata di nero, e in punto dall'olmo sradicato al naturale. ornamenti esteriori da Comune D.P.R. n. 94 del 22 ottobre 1984, trascritto nei registri dell'Ufficio Araldico il 6 marzo 1985 Gonfalone: drappo di bianco... |                        |
|                               | Fiorano al Serio Troncato, alla nube d'argento sulla troncatura; nel primo d'azzurro all'aquila al naturale col volo spiegato sovrastante la nube; nel secondo di verde al fiore d'argento, gambato e fogliato al naturale. Ornamenti esteriori da Comune. D.P.R. del 14 maggio 1955 Gonfalone: "Drappo di azzurro, riccamente ornato di ricami d'argento, caricato dello stemma comunale, con l'iscrizione centrata in argento: Comune di Fiorano al Serio." |                        |
|                               | Fontanella Di rosso, alla fontana di argento, di due bacini, il bacino inferiore esagonale, colmo d'acqua di azzurro, con pilastrino centrale mistilineo sostenente il bacino superiore, tondo, piccolo, colmo d'acqua dello stesso, esso bacino con pilastrino centrale sostenente la sfera, cimata dalla crocetta potenziata, la sfera con acqua di azzurro sgorgante in due getti ricadenti nel bacino superiore, esso bacino con uguale acqua sgorgante in quattro getti e ricadenti nel bacino inferiore. Sotto lo scudo, su lista bifida e svolazzante di rosso, il motto, in lettere maiuscole di nero, MAGNIFICA COMUNITA' DI FONTANELLA. Ornamenti esteriori da Comune D.P.R. del 12 marzo 2004 (precedente stemma riconosciuto con D.C.G del 12 luglio 1939) Gonfalone: Drappo partito di azzurro e bianco... D.P.R. del 12 marzo 2004 Bandiera: Drappo partito di azzurro e bianco... D.P.R. del 12 marzo 2004 |                        |
|                               | Fonteno Di verde alla fontana d'argento formata dalla vasca esagonale, con bacino rotondo, pieno d'acqua, di azzurro, e dall'alzata rettangolare con gli angoli superiori scantonati in sbarra ed in barra, essa è munita della cannella, di nero, versante acqua di azzurro nel bacino; al capo di azzurro caricato di due stelle di cinque raggi, d'oro: ornamenti esteriori da Comune D.P.R. dell'8 agosto 1994 Gonfalone: Drappo di bianco... |                        |
|                               | Foppolo Di rosso, alla fascia ondata di quattro pezzi d'argento e di azzurro; al capo dello stesso, caricato di un camoscio al naturale e sullo sfondo profilati monti nevati al naturale. Stemma privo di concessione ufficiale. |                        |
|                               | Foresto Sparso D'azzurro, al pino d'Italia, di verde, fustato al naturale, sormontato da tre stelle di sei raggi, male ordinate, di argento, nodrito sul monte di tre colli all'italiana, fondato in punta, di argento. Ornamenti esteriori da Comune D.P.R. 13 gennaio 1994, registrato all'Ufficio Araldico il 14 febbraio 1994 registro anno 1994 pag. n. 1 Gonfalone: drappo di bianco... |                        |
|                               | Fornovo San Giovanni Troncato: nel PRIMO di oro, nel SECONDO di argento, al leone di rosso, attraversante sulla fascia di azzurro, posta sulla troncatura. Ornamenti esteriori da Comune D.P.C.M. Gonfalone: drappo troncato di giallo e di bianco riccamente ornato di ricami d'argento e caricato dello stemma sopra descritto con l'iscrizione centrata in argento: Comune di Fornovo San Giovanni |                        |
|                               | Fuipiano Valle Imagna Troncato: il PRIMO, di verde, alle tre foglie di faggio, poste una, due, d'oro; il SECONDO, di rosso, al libro aperto, d'argento, la prima facciata con la scritta in lettere maiuscole di nero e in quattro righe PAX TIBI MAR CE, la seconda facciata similmente scritta e in quattro righe EVAN GELI STA MEUS; il tutto fiancheggiato: a destra, di azzurro, alla colonna toscana di argento, sostenuta dalla pianura di verde, sormontata dalla stella di otto raggi, d'oro; a sinistra, di azzurro, alla colonna toscana d'argento, similmente sostenuta ed accompagnata. Ornamenti esteriori da Comune. D.P.R. del 27 febbraio 2009 Gonfalone: drappo di bianco, riccamente ornato di ricami d'argento. D.P.R. del 27 febbraio 2009 |                        |
|                               | Gandellino Cinque abeti d'argento, terrazzati di verde, accompagnati in capo da due picconi d'oro, manicati d'argento, decussati, e in punta dall'incudine attraversante, sostenente il maglio posto in fascia, entrambi di nero. Gonfalone: drappo partito di bianco e di azzurro… |                        |
|                               | Gandino Di rosso a due grifoni alati attorcigliati a forma di una "G", di verde, coronati d'oro. Capo d'oro a tre aquile a volo abbassato, coronate dello stesso. Ornamenti esteriori da Comune. D.C.G del 14 dicembre 1932 Gonfalone: Drappo troncato di rosso e di giallo, riccamente ornato di ricami d'argento, caricato dello stemma comunale, con l'iscrizione centrata in argento: Comune di Gandino. D.C.G dell'11 luglio 1933 |                        |
|                               | Gandosso Semipartito troncato: nel PRIMO, di rosso, alla quercia sradicata d'oro; nel SECONDO, di argento, ai due grappoli d'uva di porpora, pendenti dal tralcio verde, posto in fascia, pampinoso di due, un pampino a destra, l'altro a sinistra, di verde; nel TERZO, di azzurro, al castello d'oro, merlato alla guelfa, formato da due torri riunite nella cortina di muro, le torri merlate di tre, la cortina di sei, murato e chiuso di nero, finestrato di tre dello stesso, fondato sulla collina trapezoidale, erbosa di verde, fondata in punta. Ornamenti esteriori da Comune. D.P.R. del 17 novembre 1992 Gonfalone: drappo troncato di azzurro e di bianco, riccamente ornato di ricami d'argento e caricato dello stemma sopra descritto con l'iscrizione centrata in argento recante la denominazione del Comune. Le parti di metallo ed i cordoni saranno argentati. L'asta verticale sarà ricoperta di velluto dei colori del drappo, alternati, con bullette argentate poste a spirale. Nella freccia sarà rappresentato lo stemma del Comune e sul gambo inciso il nome. Cravatta con nastri tricolorati dai colori nazionali frangiati di argento. |                        |
|                               | Gaverina Terme Partito: nel Primo, di azzurro, alle quattro stelle di otto raggi, d'oro, poste una, due, una; nel Secondo, d'oro, alla fontana di rosso, di tre bacini rotondi, colmi d'acqua di azzurro, il bacino inferiore grande, quello superiore piccolo, quello mediano di misura intermedia, i bacini superiore e mediano sostenuti da colonnette con i fianchi concavi, il bacino superiore zampillante di quattro zampilli d'acqua, di azzurro, ricadente nel bacino mediano, e da questo nel bacino inferiore.Ornamenti esteriori da Comune D.P.R. del 29 febbraio 1992, trascritto nel registro dell'Ufficio Araldico il 23 ottobre 1992. Reg. anno 1992 Pag. n. 14 Gonfalone: drappo partito di rosso e di azzurro… |                        |
|                               | Gazzaniga Partito di rosso e d'oro, al monte di tre cime di verde all'italiana, sulla più alta delle quali poggia una gazza di nero. Ornamenti esteriori da Comune. D.P.R. del 25 giugno 1953 Gonfalone: Drappo partito di rosso e giallo, riccamente ornato di ricami d'argento, caricato dello stemma comunale, con l'iscrizione centrata in argento: Comune di Gazzaniga. |                        |
|                               | Ghisalba Semipartito, troncato: nel primo di rosso all’emblema dell’aquila roana, munita della corona d’alloro e della sigla S.P.Q.R. , il tutto d’oro e sostenuto dall’asta d’oro confitta sulla strada di ciottoli al naturale, posta in sbarra centrata ed abbassata; nel secondo d’azzurro alla chiesa prepositurale do San Lorenzo Martire al naturale, fondata sulla collina verde; nel terzo d’argento al bacolo ed al pastorale di rosso, il bacolo pomato e crociato d’oro, posti in decusse, caricati della mitra d’azzurro. Sotto lo scudo, su lista bifida e svolazzante d’argento, il motto: DIOCESIS PRIMA DIGNITAS. Ornamenti esteriori da Comune. D.P.R. del 12 giugno 1984 Gonfalone: Drappo troncato di bianco e di rosso… |                        |
|                               | Gorlago D’azzurro, alla torre rotonda d’argento, semidiroccata aperta e finestrata di due, di nero, posta a sinistra dello scudo accompagnata dalla lettera G maiuscola, d’oro, posta in capo e da un destrocherio uscente dalla destra dello scudo. tenente nella mano, di carnagione, una daga d’argento, manicata d’oro, posta in palo; la torre fondata su un rialzo di terreno, attraversata in sbarra dalla torre alla punta da una strada romana lastricata d’argento. Ornamenti esteriori da Comune. D.P.R. dell'8 settembre 1949 Gonfalone: drappo di bianco… |                        |
|                               | Gorle D'azzurro, alla torre d’argento, murata di nero, chiusa, finestrata di due, merlata alla ghibellina, fondata su campagna di verde, attraversata in punta da un corso d'acqua. Ornamenti esteriori da Comune. D.P.R. del 15 novembre 1966; trascritto nei registri dell'Ufficio Araldico il 29 gennaio 1967 Reg. anno 1966 pag. n. 46 Gonfalone: drappo d'azzurro… |                        |
|                               | Gorno Troncato semipartito: nel Primo d'azzurro alla figura di San Martino su cavallo bianco; nel Secondo d'argento alla lampada da minatore; nel Terzo di nero alla conchiglia fossile. R.D. del 9 novembre 1933, RR.LL.PP. del 20 settembre 1934 Gonfalone: drappo d'azzurro… R.D. del 9 novembre 1933, RR.LL.PP. del 20 settembre 1934 |                        |
|                               | Grassobbio Troncato, il primo di azzurro al castello d'argento, chiuso, finestrato, murato di nero e merlato alla guelfa, avviluppato da fiamme di rosso; il secondo d'argento alla fabbrica di rosso, di quattro corpi, sinistrata da una ciminiera dello stesso, fumante, al naturale. Ornamenti esteriori da Comune. D.P.R. dell'11 gennaio 1980 Gonfalone: drappo troncato di bianco e di azzurro… |                        |
| Stemma precedentemente in uso | Gromo Di azzurro, al cigno di argento, imbeccato e piotato d'oro, allumato di rosso, tenente nel becco il serpentello di verde, sinuoso in banda e con la testa all'ingiù, esso cigno attraversante la campagna di verde, accompagnato a destra dall'abete dello stesso, fustato al naturale, nodrito nella campagna. Ornamenti esteriori da Comune. Gonfalone: drappo di bianco con la bordatura di azzurro D.P.R. del 27 novembre 2009 |                        |
|                               | Grone D'argento, alle tre torri di rosso, merlate alla guelfa, mattonate chiuse e finestrate di nero, fondate su tre monti di verde, accompagnate in capo dalla lettera G maiuscola d'azzurro. Ornamenti esteriori da Comune. Gonfalone: drappo d'azzurro… |                        |
|                               | Grumello del Monte D'azzurro, alla torre d'argento aperta e finestrata del campo; col capo di rosso, al leone nascente d'oro. Corona da Comune R.D. del 2 giugno 1927, RR.LL.PP. dell'8 settembre 1927 Gonfalone: drappo interzato in fascia: al primo, di rosso; al secondo di bianco ed al terzo di azzurro… R.D. del 2 giugno 1927, RR.LL.PP. dell'8 settembre 1927 |                        |
|                               | Isola di Fondra Partito di rosso e d'oro all'aquila bicipite di nero attraversante. Ornamenti esteriori da Comune. D.P.R. dell'11 ottobre 1983 Gonfalone: drappo partito di giallo e di rosso… D.P.R. dell'11 ottobre 1983 |                        |
|                               | Isso Di rosso, alle due spade decussate, di argento, guarnite d'oro, le punte all'insù, la spada in banda attraversante; al capo partito di verde e di azzurro. Ornamenti esteriori da Comune D.P.R. del 18 gennaio 2006 Gonfalone: Drappo di giallo… D.P.R. del 18 gennaio 2006 |                        |
|                               | Lallio Troncato: il primo di azzurro, caricato da un angolo uscente dalla troncatura con le ali d'argento, vestito di rosa; il secondo scaccato di cinque file di nero e d'argento di nove pezzi. Ornamenti esteriori di Comune. D.P.R. del 20 ottobre 1964 Gonfalone: drappo partito d'azzurro e di bianco… |                        |
|                               | Leffe D’azzurro, alla gru d’argento, rivolta, con la sua vigilanza, ferma su una navetta da telaio, anch’essa d’argento e caricante la campagna di verde. Ornamenti esteriori da Comune. D.P.R. del 30 aprile 1960, Reg. n. 3 Presidenza Foglio n. 71 Gonfalone: Drappo di azzurro, riccamente ornato di ricami d'argento, caricato dello stemma comunale, con l'iscrizione centrata in argento: Comune di Leffe. |                        |
|                               | Lenna Troncato: il PRIMO, di rosso, al compasso aperto, di argento, accompagnato da tre stelle di sei raggi d'oro, bene ordinate, la stella in basso posta fra le aste del compasso; il SECONDO, di verde, al ponte di argento, a un solo arco, con l'impalcato in sbarra e in banda abbassata, esso ponte uscente dai fianchi e fondato sulla massa d'acqua di azzurro, fluttuosa di argento, fondata in punta. Ornamenti esteriori da Comune. D.P.R. del 12 marzo 2004 Gonfalone: Drappo di giallo… D.P.R. del 12 marzo 2004 |                        |
|                               | Levate Di azzurro, al leone d'oro, posto in banda a sinistra, accompagnato dalla lettera maiuscola L, posta a destra, di nero; al capo d'oro, caricato dall'aquila di nero. Ornamenti esteriori da Comune. D.P.R. del 28 marzo 2007 Gonfalone: Drappo di giallo… |                        |
|                               | Locatello |                        |
|                               | Lovere Sette spighe legate con la scritta Unitas Incongruenza tra disegno e blasonatura: le spighe sono molte più di sette. Gonfalone: drappo di verde… |                        |
|                               | Lurano D'argento a due torri di rosso merlate alla guelfa, aperte e finestrate del campo, fondate su due monti di verde al naturale. Ornamenti esteriori da Comune. D.P.R. del 18 giugno 1952 Gonfalone: Drappo partito di bianco e rosso… |                        |
|                               | Luzzana Partito, nel primo di azzurro, alla lettera maiuscola L, d'oro, accompagnato da sei stelle di otto raggi d'oro, tre poste in capo, ben ordinate, tre in punta male ordinate; nel secondo, d'oro, al palazzo di rosso, mattonato di nero, chiuso e finestrato di cinque, di nero, due finestre ai lati della porta, tre nel piano superiore, la finestra centrale più alta, esso palazzo uscente dalla linea di partizione e dal fianco sinistro, cimato dall'altana di rosso, mattonata di nero, munita di bifora, di nero. Ornamenti esteriori da Comune D.P.R. del 19 settembre 1994, trascritto nei registri dell'Ufficio Araldico il 4 novembre 1994. Reg. anno 1994 Pag. n. 74 Gonfalone: drappo partito di giallo e di azzurro… |                        |
|                               | Madone D'argento, a quattro mattoni di rosso disposti due in capo, uno in punta ed uno in cuore; quest'ultimo più grande. Ornamenti esteriori da Comune. D.P.R. del 20 giugno 1968 e trascritto nei Registri dell'Ufficio Araldico il 26 settembre 1968 Gonfalone: Drappo partito di rosso e di bianco… |                        |
|                               | Mapello Partito d'oro e d'azzurro, al ramo di palma di verde, in banda, attraversante sulla partizione R.D. del 6 ottobre 1927, RR.LL.PP. del 23 febbraio 1928 Gonfalone: drappo partito di azzurro e di giallo… D.P.R. del 10 aprile 1967 |                        |
|                               | Martinengo D'oro, all'aquila dal volo abbassato, di rosso, linguata dello stesso, allumata, rostrata, armata, di nero, coronata con corona all'antica di tre punte visibili, di azzurro. Sotto lo scudo, su lista bifida e svolazzante d'oro, la scritta, il lettere maiuscole di nero, MAGNIFICA COMMUNITAS MARTINENGHI. Ornamenti esteriori da Città. D.P.R. del 30 luglio 2012 Gonfalone: drappo di azzurro… |                        |
|                               | Medolago Di cielo, all'ombra di sole d'oro, movente da una massa d'acqua d'azzurro, ombrata d'argento, uscente dai fianchi e fondata in punta. Ornamenti esteriori da Comune. D.P.R. del 25 novembre 2019 Gonfalone: drappo d'azzurro… |                        |
|                               | Mezzoldo Troncato: il primo di rosso, alle tre stelle d'oro, raggiate di sei, poste 1,2; il secondo di azzurro, a tre api d'oro, poste 2,1. Ornamenti esteriori di Comune. D.P.R. del 28 ottobre 1962 Gonfalone: Drappo troncato di azzurro e rosso… |                        |
|                               | Misano di Gera d'Adda D'oro al castello di rosso mattonato di nero, aperto del campo, munito di tre grandi feritoie ordinate in fascia, dello stesso, cimato nei fianchi da due basse torrette, prive di merli e scalinate di uno verso l'interno, con la cortina merlata di cinque alla guelfa, e sostenente la torre merlata di tre alla guelfa, finestrata di uno del campo, esso castello fondato sulla pianura di verde e accompagnato nel canton sinistro del capo dal biscione visconteo di azzurro, coronato all'antica dello stesso, ingollante il putto di carnagione, posto in fascia e dalle braccia aperte. Ornamenti esteriori da Comune. Gonfalone: drappo partito di giallo e di rosso… |                        |
|                               | Moio de' Calvi D'azzurro, semipartito troncato da un filetto d'argento: il primo alla testa umana calva marmorea; il secondo alla fontana di un bacile d'argento, zampillante; il terzo bandato d'azzurro e d'argento di dieci pezzi. Ornamenti esteriori da Comune. D.P.R. del 16 marzo 1961, trascritto nei registri dell'Ufficio Araldico il 15 settembre 1961. Reg. anno 1961 p. 2 Gonfalone: drappo partito di bianco e di azzurro… |                        |
|                               | Monasterolo del Castello D'argento, al castello di rosso, torricellato di un pezzo centrale, merlato alla guelfa, fondato su una montagna al naturale movente dalla punta. Ornamenti esteriori da Comune. D.P.R. del 3 maggio 1968 Gonfalone: drappo di rosso… D.P.R. del 3 maggio 1968 |                        |
|                               | Montello Troncato semipartito: nel Primo, di porpora, alla muraglia d'argento, murata di nero, uscente dai fianchi e fondata sulla linea di partizione, merlata con il merlo alla ghibellina, con i tagli ritondati, centrale, e con due semimerli laterali ugualmente alla ghibellina e con i tagli ritondati; nel Secondo, di azzurro, alle tre montagne d'oro, con le vette poste in banda, la montagna inferiore fondata in punta e uscente dalla linea di partizione, la montagna mediana uscente dal fianco e fondata in punta, in parte celata dalla montagna inferiore; la montagna superiore uscente dal fianco e in parte celata dalla montagna mediana; nel Terzo, di rosso, al ponte di tre archi, l'arco centrale più alto e più largo, con l'impalcato convesso verso l'alto, esso ponte d'argento, murato di nero, fondato sulla campagna d'azzurro, fluttuosa d'argento. Ornamenti esteriori da Comune. D.P.R. 22 aprile 1998 Gonfalone: drappo troncato di azzurro e di bianco… D.P.R. 22 aprile 1998 |                        |
|                               | Morengo D'argento al castello di rosso, merlato alla guelfa, formato da due torri riunite dalla cortina di muro, le torri e la cortina merlate di tre, murate di nero, aperte e finestrate di uno e due la cortina, fondato su un corso d'acqua attraversato in punta da campagna di verde. Ornamenti esteriori da Comune. Gonfalone: drappo partito di rosso e di bianco… |                        |
|                               | Mornico al Serio D'azzurro, al ramoscello di moro, fogliato, fruttato di tre, al naturale. Ornamenti esteriori da Comune. D.P.C.M. del 24 settembre 1955 Gonfalone: drappo di azzurro… D.P.R. del 7 gennaio 1956 |                        |
|                               | Mozzanica Di rosso, al bisante d'argento, caricato di una croce scorciata del campo; capo d'oro, all'aquila spiegata di nero. Ornamenti esteriori di Comune D.C.G. del 18 febbraio 1929 Gonfalone: Drappo quadrangolare di un metro per due di colore giallo "capo d'oro", riccamente ornato di ricami di argento e caricato dello stemma comunale sormontato dall'iscrizione araldica centrata (cioè una scritta in leggera curvatura convessa), pure in argento, "Comune di Mozzanica". Il bisante dello stemma civico è d'argento. Il nastrino che lega i rami di quercia e di alloro è tricolore. I ricami e le frange sono d'argento. |                        |
|                               | Mozzo Inquartato: il PRIMO d'argento, all'aquila di nero; il SECONDO di azzurro, al castello d'oro, merlato alla guelfa e torricellato di uno, sulla campagna tre montagne al naturale pure d'oro; il TERZO di rosso, al pastorale d'oro, in palo; il QUARTO di nero, a due spade d'argento, in decusse con la punta rivolta in basso. Ornamenti esteriori da Comune. D.P.R. dell'8 gennaio 1979 Gonfalone: drappo partito di azzurro e di rosso… |                        |
|                               | Nembro D'argento, ai tre monti, di verde, fondati in punta, sostenenti il leone rampante di rosso, tenente con la destra una spada d'argento. Ornamenti esteriori da Comune. D.C.C. n. 107 del 3 luglio 1987 Gonfalone: Drappo partito di rosso e di bianco, riccamente ornato di ricami d'argento, caricato dello stemma comunale, con l'iscrizione centrata in argento: Comune di Nembro. |                        |
|                               | Olmo al Brembo D'argento, alla fascia d'azzurro attraversata da un olmo sradicato, al naturale. Ornamenti esteriori da Comune. D.P.R. del 26 luglio 1960 Gonfalone: drappo partito di bianco e d'azzurro… |                        |
|                               | Oltre il Colle Partito, il primo di rosso ai tre colli all'italiana d'argento sostenenti un piccone d'argento manicato al naturale, il secondo d'azzurro alla fontana di un bacile d'argento zampillante. Ornamenti esteriori da Comune. D.P.R. del 14 dicembre 1956 Gonfalone: drappo partito di azzurro e rosso… |                        |
|                               | Oltressenda Alta Inquartato dalla croce diminuita, di rosso: il PRIMO, d'oro, alla montagna di due picchi, di verde, fondata sulla traversa della croce; il SECONDO, d'oro, alla montagna di tre picchi, di verde, fondata sulla traversa della croce; il TERZO, d'oro, al lupo rapace, rivoltato, di nero, con entrambe le zampe anteriori poggiate al braccio verticale della croce, le zampe posteriori sostenute dalla pianura diminuita, di verde; il QUARTO, d'oro, al grifo rampante, di nero, con entrambe le zampe anteriori poggiate al braccio verticale della croce, con la zampa posteriore destra sostenuta dalla pianura diminuita, di verde. Ornamenti esteriori da Comune. D.P.R. del 30 marzo 2004 Gonfalone: Drappo di rosso… D.P.R. del 30 marzo 2004 |                        |
|                               | Oneta Troncato: nel primo di azzurro ai tre monti di verde, quello centrale più alto sostenente una croce, nel secondo d'argento alla lampada da minatore. Ornamenti esteriori da Comune. R.D. del 22 maggio 1933, RR.LL.PP. del 28 dicembre 1933 Gonfalone: drappo di rosso… |                        |
|                               | Onore Troncato semipartito: nel primo semipartito di verde, ai dieci fusi d'oro posti in due fasce, cinque e cinque; nel secondo, di azzurro ai tre abeti di verde, fustati al naturale, nodriti nella pianura di verde; nel terzo, di rosso, alla pecora d'argento, con la testa rivoltata, riposante sulla pianura di verde. Sotto lo scudo, su lista bifida e svolazzante di verde, il motto, in lettere maiuscole di nero: "ANTE OMNIA HONOS". Ornamenti esteriori di Comune. D.P.R. del 21 marzo 1997 Gonfalone: drappo di giallo, riccamente ornato di ricami d'argento e caricato dallo stemma appena presentatovi con la iscrizione centrata in argento, recante la denominazione del Comune. Le parti di metallo ed i cordoni sono argentati. L'asta verticale è ricoperta di velluto giallo, con bullette argentate poste a spirale. Nella freccia è rappresentato lo stemma del Comune e sul gambo inciso il nome. Cravatta con nastri tricolorati dai colori nazionali frangiati d'argento. |                        |
|                               | Orio al Serio Bandato di rosso e d'oro, caricato di un covone di grano pure d'oro, alla campagna al naturale attraversata da una banda ondata d'argento. Ornamenti esteriori da Comune. D.P.R. del 19 settembre 1970 Gonfalone: drappo partito di rosso e di giallo… |                        |
|                               | Ornica Semipartito troncato: nel primo d'azzurro, caricato dalla lettera (maiuscola) O di Ornica d'oro; il secondo di rosso, caricato da due api d'oro poste in palo; il terzo d'oro all'incudine al naturale. D.P.R. del 2 dicembre 1998 Gonfalone: drappo partito di giallo e d'azzurro… |                        |
|                               | Osio Sopra Troncato: nel primo, di rosso, alla fibula d'oro, con la convessità verso il capo accompagnata da due anelli dello stesso, il tutto ordinato in fascia; nel secondo d'argento, al gelso al naturale. Ornamenti esteriori da Comune. D.P.R. 1647 del 18 marzo 1985 Gonfalone: Drappo troncato di bianco e di rosso… D.P.R. 1647 del 18 marzo 1985 |                        |
|                               | Osio Sotto Di rosso, al grifo d'argento accollato a due spadoni dello stesso in croce di Sant'Andrea con le punte rivolte in alto. Ornamenti esteriori da Comune. D.P.R. del 2 maggio 1963 Gonfalone: drappo partito di bianco e di rosso… |                        |
|                               | Pagazzano Partito: il PRIMO, d'azzurro, al torrione parte integrante del castello visconteo in Pagazzano, con il suo aspetto tipico, d'oro, murato di nero, chiuso dello stesso, merlato alla ghibellina di cinque, fondato sulla campagna di verde; il SECONDO, di argento, al biscione visconteo, di azzurro, ingollante il fanciullo di carnagione, posto in fascia, con le braccia aperte, capelluto di nero, il biscione sormontato dalla coroncina nobiliare anomala d'oro (tre fioroni visibili, alternati da due sferette). Ornamenti esteriori da Comune. D.P.R. del 4 novembre 2003 Gonfalone: Drappo di giallo… D.P.R. del 4 novembre 2003 |                        |
|                               | Paladina D'argento alla banda ondata d'azzurro. Ornamenti esteriori da Comune. D.P.R. del 16 giugno 1998 Gonfalone: drappo partito di azzurro e di bianco… |                        |
|                               | Palazzago D'azzurro, a due spade d’argento, poste in croce di Sant’Andrea, e caricate di una fiamma al naturale; nel cantone sinistro del capo un ramo fogliato di verde. Ornamenti esteriori da Comune. Gonfalone: Drappo partito di bianco e di azzurro… |                        |
|                               | Palosco D'oro, troncato da una fascia ricurva di rosso caricata da tre cuori del primo rovesciati; il primo all'aquila al naturale dal volo spiegato coronata del campo; il secondo alla costruzione di rosso di due piani, aperta e finestrata di tre e merlata di tre alla guelfa. Ornamenti esteriori da Comune. D.P.R. del 2 maggio 1963 Gonfalone: Drappo partito di rosso e giallo... |                        |
|                               | Parre Di verde, al castello d'argento aperto e finestrato del campo, mattonato di nero, torricellato di un pezzo, merlato alla ghibellina. Ornamenti esteriori da Comune. R.D. del 17 febbraio 1927, RR.LL.PP. del 10 marzo 1927 Gonfalone: Drappo di bianco, caricato dello stemma comunale, con l'iscrizione centrata in argento: Comune di Parre. D.P.R. del 29 maggio 1981 |                        |
|                               | Parzanica Partito: nel primo alla torre d'oro, chiusa e finestrata di nero, merlata di cinque alla guelfa sormontata dal frutto di castagno; nel secondo, di rosso alle rose araldiche d'oro fogliate di tre d'oro. Ornamenti esteriori da Comune. D.P.R. del 21 marzo 1997 Gonfalone: drappo partito di rosso e di giallo… |                        |
|                               | Pedrengo Troncato: il PRIMO d'azzurro, a tre api d'oro, dal volo spiegato, ordinate in fascia; il SECONDO di rosso, alla chiesetta al naturale, in prospettiva, tegolata, fondata su campagna di verde e sinistrata dalla torre campanaria; la facciata aperta e finestrata di un rosone, il fianco finestrato di due; sulla troncatura una fascia ondata d'argento e d'azzurro. Ornamenti esteriori da Comune. Gonfalone: drappo troncato di rosso e di azzurro... |                        |
|                               | Peia D'oro al cinghiale di nero fermo e difeso d'argento. Ornamenti esteriori da Comune. D.P.R. del 9 ottobre 1981 Gonfalone: Drappo troncato di bianco e di nero, riccamente ornato di ricami d'argento, caricato dello stemma comunale, con l'iscrizione centrata in argento: Comune di Peia. |                        |
|                               | Pianico D'oro al castello di rosso, chiuso, finestrato di due e murato di nero, merlato alla guelfa le due torri ciascuna di tre, la cortina di quattro, fondato su una collina di verde avente alla base quattro colline ugualmente di verde solcate da un fiume defluente in banda, alla ruota dentata di otto pezzi d'azzurro posta in capo. Ornamenti esteriori da Comune D.P.R. del 27 giugno 1983 Gonfalone: drappo partito di rosso e di azzurro… |                        |
|                               | Piario D'azzurro, alla sbarra d'argento, caricata dall'alabarda con l'asta scorciata, al naturale accompagnata in capo dal pino silvestre sradicato, di verde, e in punta dall'ape montante, d'oro. Ornamenti esteriori da Comune. D.P.R. del 17 maggio 1986 Gonfalone: drappo tagliato di azzurro e di giallo… |                        |
|                               | Piazza Brembana Di rosso, al platano di verde, fustato al naturale, nodrito nel rettangolo d'argento, a guisa di fascia scorciata, posto in ombilico, il tronco attraversante; al capo di argento, caricato dell'aquila di nero, rostrata e armata d'oro, allumata di rosso. Ornamenti esteriori da Comune. D.P.R. del 20 ottobre 1998 Gonfalone: drappo di verde... |                        |
|                               | Piazzatorre Troncato semipartito: nel primo, d'argento, all'aquila di nero, allumata di rosso; nel secondo, d'oro, incappato d'azzurro; nel terzo, di rosso, alla stella alpina, gambuta e fogliata di cinque, al naturale. Ornamenti esteriori da Comune D.P.R. del 12 ottobre 1987 Gonfalone: drappo partito di rosso e di azzurro… D.P.R. del 12 ottobre 1987 |                        |
|                               | Piazzolo Partito: nel PRIMO di rosso, ai tre gatti d'oro, con le teste di fronte, passanti, ordinati in palo; nel SECONDO, di azzurro, alle tre stelle di otto raggi, d'oro, ordinate in palo. Ornamenti esteriori da Comune D.P.R. del 19 gennaio 1999 Gonfalone: drappo di giallo… |                        |
|                               | Pognano Troncato, d'azzurro e d'argento, alle due braccia impugnanti due stocchi decussati in croce di Sant'Andrea uscenti dai lati dello scudo e attraversanti sul tutto. Ornamenti esteriori di Comune Gonfalone: drappo di bianco… D.P.R. del 16 febbraio 1976 |                        |
|                               | Ponte Nossa D'azzurro, al ponte di un solo arco d'oro, mattonato di nero, attraversante un torrente al naturale ed accompagnato in capo da una stella di cinque raggi d'oro. R.D. del 17 febbraio 1927, RR.LL.PP. del 10 marzo 1927 Gonfalone: drappo di rosso… |                        |
|                               | Ponte San Pietro D'azzurro, al ponte a schiena d'asino di due archi posto su di un fiume scorrente in punta e sostenente nel centro un torrione diruto, aperto a destra e finestrato di due, il tutto al naturale. Ornamenti esteriori da Comune D.P.C.M. del 26 agosto 1960, trascritto nei Registri dell'Ufficio araldico il 29 agosto 1960 - Pag. n. 56 Gonfalone: drappo di azzurro… |                        |
|                               | Ponteranica D'argento, alla quercia sradicata naturale, attraversato da una fascia azzurra caricata di tre stelle d'argento. Ornamenti esteriori di Comune Gonfalone: drappo partito di bianco e azzurro… |                        |
|                               | Pontida Raffigura il destrocherio armato sostenuto dal libro dei Santi Vangeli aperto e, sul lato sinistro, due spade d'argento poste in decusse con le punte all'ingiù. Sotto lo stemma campeggia una lista bifida svolazzante di rosso con caratteri in oro riportanti il motto “Concordia Langobardorum” D.P.R. del 9 gennaio 1961, concessione motto con D.P.R. del 2 marzo 2007 Gonfalone: drappo partito di rosso e di bianco riccamente ornato di ricami d'oro, caricato dallo stemma sopradescritto con l'iscrizione centrata in oro: “Città di Pontida”. Le parti di metallo ed i cordoni sono dorati. L'asta verticale è ricoperta di velluto rosso con bullette dorate poste a spirale. Cravatta e nastri sono colorati dai colori nazionali e frangiati d'oro |                        |
|                               | Pontirolo Nuovo Troncato d'oro al ponte di rosso e d'argento alle insegne di S. Michele Arcangelo d'azzurro. Ornamenti esteriori da Comune D.P.R. del 9 febbraio 1958 Gonfalone: drappo di bianco… |                        |
|                               | Pradalunga D'oro, all'ippogrifo di rosso. Ornamenti esteriori da Comune. Gonfalone: Drappo di azzurro, ornato di ricami d'argento, caricato dello stemma comunale, con l'iscrizione centrata in argento: Comune di Pradalunga. |                        |
|                               | Predore Inquartato: nel 1º e nel 4º d'azzurro all'arco cordato, teso e incoccato d'argento; nel 2º e 3º d'argento alla torre al naturale mattonata di nero, finestrata del campo e merlata alla guelfa. Ornamenti esteriori da Comune D.P.R. del 16 ottobre 1954, trascritto nel Registro Araldico dell'Archivio dello Stato il 18 marzo 1955 Gonfalone: drappo inquartato di azzurro e di bianco… |                        |
|                               | Premolo Di nero, al ceppo al naturale, sopra il quale è posta in sbarra una scure d'argento, manicata d'oro. R.D. del 17 febbraio 1927, RR.LL.PP. del 10 marzo 1927 Gonfalone: drappo di azzurro ai due pali laterali tripartiti dei colori nazionali… |                        |
|                               | Presezzo D'azzurro, alla fascia di rosso, caricata dalla cinta tondeggiante, provvista di cammino di ronda, unita ai lati a due torri, il tutto d'argento, murato di nero, merlato alla guelfa, le torri aperte di nero, detta cinta accompagnata in capo dal capro d'oro, nascente dalla fascia e in punta dall'acronimo in lettere maiuscole d'oro S.P.Q.R. Ornamenti esteriori da Comune. D.P.R. del 19 novembre 2020 Gonfalone: drappo di rosso… |                        |
|                               | Pumenengo Di rosso, alla torre di Pumenengo, vista di spigolo, murata di nero, fondata sulla campagna d’oro, attraversata dal fiume naturale; agli alberi al naturale, nodriti sulla campagna. Gonfalone: drappo troncato di azzurro e di bianco… |                        |
|                               | Ranica D'azzurro, alla ruota d'oro, raggiata e dentata di otto, posta in cuore. Ornamenti esteriori da Comune. D.P.R. del 6 ottobre 1959 Gonfalone: Drappo partito di azzurro e di giallo, riccamente ornato di ricami d'argento, caricato dello stemma comunale, con l'iscrizione centrata in argento: Comune di Ranica. |                        |
|                               | Ranzanico D’azzurro all’albero naturale, nodrito su di un colle di verde, fondato in punta, accompagnato in capo da due aquilotti dal volo abbassato, coronati di oro. Ornamenti esteriori di Comune. D.P.R. del 24 ottobre 1974 Gonfalone: Drappo d'azzurro, riccamente ornato di ricami d'argento, caricato dello stemma comunale, con l'iscrizione in argento: Comune di Ranzanico. |                        |
|                               | Riva di Solto D'argento alle due torri di rosso, chiuse, murate, finestrate di nero, merlate di tre alla guelfa, uscenti da un lago d'azzurro. Ornamenti esteriori da Comune. D.P.R. dell'11 gennaio 1980 Gonfalone: Drappo partito di bianco e di azzurro, riccamente ornato di ricami d'argento, caricato dello stemma comunale, con l'iscrizione in argento: Comune di Riva di Solto. |                        |
|                               | Rogno D’azzurro, alla torre d’argento, merlata alla ghibellina, chiusa e finestrata di due in fascia di nero, murata dello stesso, fondata sulla collina di verde, fondata in punta, essa torre sostenuta con le zampe anteriori dai due leoni di rosso, affrontati e poggianti le zampe posteriori sulla collina. Ornamenti esteriori da Comune. D.P.R. del 21 ottobre 1968 Gonfalone: Drappo troncato di azzurro e di bianco, riccamente ornato di ricami d'argento, caricato dello stemma comunale, con l'iscrizione in argento: Comune di Rogno. D.P.R. del 21 ottobre 1968 |                        |
|                               | Romano di Lombardia Partito di rosso e d’oro, al castello dell’uno all’altro, esso castello munito di tre torri, la torre centrale più alta e più larga, merlato alla ghibellina, il fastigio di dieci, la torre centrale di cinque, le torri laterali di tre, aperto e finestrato del campo, due finestre nel corpo del castello, due nella torre centrale ordinate in fascia, una nelle torri laterali. Ornamenti esteriori di città. Gonfalone: Drappo partito di giallo e di rosso, ornato di ricami d'oro, caricato dello stemma comunale, con l'iscrizione in oro: Comune di Romano di Lombardia. |                        |
|                               | Roncobello D'oro all'aquila di nero, con il volo abbassato; al capo diminuito, di rosso. Ornamenti esteriori da Comune. D.P.R. 20 ottobre 1998 Gonfalone: Drappo di rosso, riccamente ornato di ricami d'argento, caricato dello stemma comunale, con l'iscrizione in argento: Comune di Roncobello. |                        |
|                               | Roncola Semitroncato partito: nel primo di rosso alla roncola al naturale, nel secondo d'oro ai tre monti all'italiana di verde, nel terzo di azzurro all'albero nodrito nella campagna di verde. Ornamenti esteriori da Comune. D.P.R. del 20 febbraio 1996 Gonfalone: Drappo partito di rosso e di azzurro, ornato di ricami d'argento, caricato dello stemma comunale, con l'iscrizione in argento: Comune di Roncola. |                        |
|                               | Rota d'Imagna D’azzurro al monte all’italiana (3) d’argento, ristretto, sormontato da una ruota d’oro a cinque raggi. Ornamenti esteriori da Comune. D.P.R. dell'11 marzo 1953 Gonfalone: Drappo partito di azzurro e di bianco, riccamente ornato di ricami d'argento, caricato dello stemma comunale, con l'iscrizione in argento: Comune di Rota d'Imagna. |                        |
|                               | Rovetta Troncato da una fascia in divisa di azzurro: il primo d'argento al leone di nero rampante; il secondo d'oro ai tre alberi di rovere al naturale disposti in fascia. Ornamenti esteriori da Comune. D.P.R. del 23 giugno 1983, trascritto nei Registri dell'Ufficio Araldico il 10 novembre 1983, reg. anno 1983 pag. n. 71 Gonfalone: Drappo partito di bianco e di azzurro, riccamente ornato di ricami d'argento, caricato dello stemma comunale, con l'iscrizione in argento: Comune di Rovetta. |                        |
|                               | San Giovanni Bianco D'argento, alla banda ondata di azzurro, attraversata da un castello di pietra, murato di nero, torricellato di due pezzi laterali, merlato alla guelfa, aperto del campo e fondato su una pianura di verde. Ornamenti esteriori da Comune. D.P.R. del 4 maggio 1951 Gonfalone: Drappo di azzurro, riccamente ornato di ricami d'argento, caricato dello stemma comunale, con l'iscrizione centrata in argento: Comune di San Giovanni Bianco. |                        |
|                               | San Paolo d'Argon D'azzurro, a due spade d'argento manicate d'oro, poste in croce di Sant'Andrea e caricate di una fiamma al naturale; nel cantone sinistro del capo un'ape pure d'oro dal volo spiegato. Ornamenti esteriori di Comune. D.P.R. del 16 maggio 1965 Gonfalone: Drappo partito di giallo e azzurro, riccamente ornato di ricami d'argento, caricato dello stemma comunale, con l'iscrizione centrata in argento: Comune di San Paolo d'Argon. |                        |
|                               | San Pellegrino Terme Inquartato: nel PRIMO e nel QUARTO di rosso alla croce d’argento scorciata; nel SECONDO e nel TERZO d’argento cuneato di due di verde. Sotto lo scudo, su lista di bianco, il motto, in lettere maiuscole di nero: STATUTIS FRUITA SUS. Gonfalone: Drappo di blu... |                        |
|                               | Sant'Omobono Terme D’azzurro, al decusse diminuito d’argento, accantonato da quattro torri dello stesso, merlate alla guelfa di tre, murate chiuse finestrate di nero. Sotto lo scudo, su lista bifida e svolazzante di azzurro, il motto, in lettere maiuscole di argento: CONSOCIATI PRO VALDIMANIA. Ornamenti esteriori da Comune. DPR del 21 maggio 2015 Stemma precedente in uso fino al 2014: Troncato: nel 1° di rosso, ad una collinetta di verde a forma di sella sormontata da una mazza al naturale, posta in palo, accompagnata da due gigli d'oro; nel 2° di rosso, al ceppo al naturale, con in punta un giglio pure d'oro. DPR del 27 novembre 1974. Trascritto nei registri dell’Ufficio Araldico il 26 febbraio 1975. Reg. Anno 1974 Pag. n. 65 Gonfalone: Drappo partito di azzurro e di bianco. Bandiera: Drappo di azzurro, al decusse diminuito d’argento, accantonato da quattro torri dello stesso, merlate alla guelfa di tre, murate chiuse finestrate di nero. L’asta sarà ricoperta di velluto dei colori del drappo, alternati, con bullette argentate poste a spirale e ornata dalla cravatta con nastri tricolorati dai colori nazionali.   |                        |
|                               | Santa Brigida Troncato: nel PRIMO, di rosso alla croce scorciata di Santa Brigida, Vergine e Badessa, quale trovasi in Irlanda, Contea di Kildare, in paglia intrecciata, caratterizzata dalla grande incrociatura quadrata e dai bracci rastremati e non allineati, uscenti dall'incrociatura in coincidenza con gli angoli della stessa, il tutto d'oro; nel SECONDO, di azzurro, ai due capri salienti, affrontati d'argento. Ornamenti esteriori da Comune. D.P.R. del 29 ottobre 1997 Gonfalone: Drappo di bianco, ornato di ricami d'argento, caricato dello stemma comunale, con l'iscrizione centrata in argento: Comune di Santa Brigida. |                        |
|                               | Sarnico Di rosso alla stella di otto raggi, d’oro, accostata in capo, in punta e nei fianchi da un giglio dello stesso. Ornamenti esteriori da Comune. Gonfalone: Drappo di bianco, ornato di ricami d'argento, caricato dello stemma comunale, con l'iscrizione centrata in argento: Comune di Sarnico. |                        |
|                               | Scanzorosciate Fasciato d'oro e di rosso, caricato nel secondo e nel terzo pezzo da due S di nero attraversata ciascuna da una mazza di nero in palo. Ornamenti esteriori da Comune. R.D. del 10 maggio 1938. RR.LL.PP. del 30 giugno 1941 Gonfalone: Drappo di azzurro, riccamente ornato di ricami d'argento, caricato dello stemma comunale, con l'iscrizione centrata in argento: Comune di Scanzorosciate. |                        |
|                               | Schilpario D'azzurro, ai tre abeti al naturale, nodriti su campagna di verde; dietro il tronco centrale un orso d'oro fermo. Sotto lo scudo su lista d'azzurro con le estremità bifide il motto in caratteri maiuscoli romani d'Argento "TUTUS IN SILVIS". Ornamenti esteriori di Comune. D.P.R. del 28 aprile 1976 Gonfalone: Drappo di giallo, riccamente ornato di ricami d'argento, caricato dello stemma comunale, con l'iscrizione centrata in argento: Comune di Schilpario. |                        |
|                               | Sedrina D'azzurro, al torrente d'argento ondato del campo, scorrente fra rocce uscenti dai fianchi dello scudo: quella di sinistra sostenente ruderi di un fortilizio; il tutto al naturale, sormontato da due spade d'argento in croce di Sant'Andrea, con le punte rivolte in alto. Ornamenti esteriori da Comune. D.P.R. del 4 luglio 1963, trascritto nei Registri dell'ufficio Araldico il 18 ottobre 1963, Reg. anno 1963 Pag. n. 47 Gonfalone: Drappo partito di azzurro e di bianco, riccamente ornato di ricami d'argento, caricato dello stemma comunale, con l'iscrizione centrata in argento: Comune di Sedrina. |                        |
|                               | Selvino Partito: nel PRIMO d’azzurro alla montagna movente dal fianco destro dello scudo, sostenente tre abeti con sullo sfondo una giogaia di ghiaccio; il tutto al naturale; nel SECONDO di rosso al cavallo baio inalberato. Ornamenti esteriori da Comune. D.P.R. del 23 luglio 1968 Gonfalone: Drappo partito di azzurro e di bianco, riccamente ornato di ricami d'argento, caricato dello stemma comunale, con l'iscrizione centrata in argento: Comune di Selvino. |                        |
|                               | Seriate Troncato: nel PRIMO d’argento alla fascia ondata d’azzurro, nel SECONDO di rosso. Fascia inferiore a fondo rosso. Ornamenti esteriori da Città. D.P.R. del 1º settembre 1969 Gonfalone: Drappo troncato di rosso e bianco, ornato di ricami d'oro, caricato dello stemma comunale, con l'iscrizione centrata in argento: Comune di Seriate. Bandiera: drappo di bianco vestito di verde; il bianco recante lo stemma civico. L’asta sarà ornata dalla cravatta con nastri tricolorati dai colori nazionali D.P.R. del 30 ottobre 2008 |                        |
|                               | Serina D'azzurro, alla sirena di due code, accompagnata in capo da due stelle d’oro di sei e in punta da una stella pure d’oro. Ornamenti esteriori da Comune. D.P.C.M. del 26 febbraio 1962, trascritto nei Registri dell'Ufficio Araldico il 5 marzo 1962, Reg. anno 1962 p. 12 Gonfalone: Drappo partito di giallo e di azzurro, riccamente ornato di ricami d'argento, caricato dello stemma comunale, con l'iscrizione centrata in argento: Comune di Serina. D.P.R. del 29 marzo 1962 |                        |
|                               | Solto Collina D'azzurro, al castello di rosso, su terrazzo di verde, merlato alla guelfa, murato di nero, aperto del campo, accompagnato in capo da tre pannocchie d'argento ordinate in fascia. Ornamenti esteriori da Comune. Gonfalone: Drappo partito di rosso e di azzurro, riccamente ornato di ricami d'argento, caricato dello stemma comunale, con l'iscrizione centrata in argento: Comune di Solto Collina. |                        |
|                               | Solza Partito semitroncato: nel PRIMO d'oro alla torre di rosso, merlate alla guelfa di quattro, murata e aperta di nero, terrazzata di verde, sormontata da tre cuori rovesciati di rosso ordinati in fascia; nel SECONDO di rosso alla testa umana di carnagione; nel TERZO d'argento alla croce del Calvario d'azzurro raggiata di quattro d'oro. Ornamenti esteriori da Comune. Gonfalone: Drappo partito d'azzurro e di giallo, caricato dello stemma comunale, con l'iscrizione centrata in argento: Comune di Solza. |                        |
|                               | Songavazzo D’argento al toro di nero, passante su collina di verde; il tutto abbassato da un capo d’azzurro, caricato da una mitra d’argento. Ornamenti esteriori da Comune. D.P.R. del 15 settembre 1980 Gonfalone: Drappo troncato di bianco e di azzurro, riccamente ornato di ricami d'argento, caricato dello stemma comunale, con l'iscrizione centrata in argento: Comune di Songavazzo. |                        |
|                               | Sorisole Campo di cielo, a tre monti al naturale ristretti su una campagna; quello mediano più alto e sormontato da un castello turrito, dietro il castello il sole raggiante. Ornamenti esteriori da Comune. R.D. del 21 agosto 1937, RR.LL.PP. del 22 settembre 1939 Gonfalone: Drappo di rosso, riccamente ornato di ricami d'argento, caricato dello stemma comunale, con l'iscrizione centrata in argento: Comune di Sorisole. R.D. del 21 agosto 1937, RR.LL.PP. del 22 settembre 1939 |                        |
|                               | Sotto il Monte Giovanni XXIII Di rosso, alla fascia d'argento con la torre attraversante del secondo, merlata di tre alla guelfa, aperta, finestrata di due e murata di nero, accostata negli angoli superiori del capo, a destra, da un fiordaliso e, a sinistra, da un monte di tre cime all'italiana; il tutto d'argento. Ornamenti esterni da Città. D.P.R. del 20 gennaio 1961 Gonfalone: Drappo troncato di bianco e rosso, riccamente ornato di ricami d'oro e caricato dello stemma sopra descritto con l’iscrizione centrata in argento: Comune di Sotto il Monte. Le parti di metallo ed i cordoni saranno argentati. L’asta verticale sarà ricoperta di velluto dai colori del drappo, alternati, con bullette argentate poste a spirale. Nella freccia sarà rappresentato lo stemma del Comune e sul gambo inciso il nome. Cravatta e nastri ricolorati dai colori nazionali frangiati d'argento. |                        |
|                               | Sovere Troncato in sbarra da un filetto d'argento: il PRIMO di azzurro alla chiesa in prospettiva sinistrata dalla torre campanaria, il tutto al naturale, con la base nascosta di verde; il SECONDO di rosso, ad un ponte di pietra in sbarra a quattro arcate, la seconda aperta del campo e accostata da quattro pilastri (2, 2). Ornamenti esteriori da Comune. Gonfalone: Drappo Tagliato di rosso e d'azzurro, riccamente ornato di ricami d'argento, caricato dello stemma comunale, con l'iscrizione centrata in argento: Comune di Sovere. |                        |
|                               | Spinone al Lago D'oro, al lago d'azzurro, ondato d’argento, accompagnato da tre castelli di rosso (2–1) torricellati di un pezzo centrale, merlati alla guelfa e murati di nero. Ornamenti esteriori da Comune. D.C.G. del 4 aprile 1970 Gonfalone Drappo partito di azzurro e di rosso, riccamente ornato di ricami d'argento, caricato dello stemma comunale, con l'iscrizione centrata in argento: Comune di Spinone al Lago. |                        |
|                               | Spirano D’azzurro, all'antemurale d'argento mattonato, aperto, finestrato di due, merlato di cinque alla ghibellina e caricato in fascia della leggenda in caratteri di nero ASPERIANUM; uscente dal merlo centrale, il bastone del labaro romano d’oro, caricato dalle lettere in nero SPQR e sostenente una ghirlanda di foglie verdi con quattro crocette bianche di Sant'Andrea poste a riscontro, sulla quale è artigliata un'aquila al naturale dal volo spiegato. Ornamenti esteriori da comune. D.P.R. del 19 ottobre 1962 Gonfalone: Drappo partito di bianco e di azzurro, riccamente ornato di ricami d'argento, caricato dello stemma comunale, con l'iscrizione centrata in argento: Comune di Spirano. |                        |
|                               | Stezzano Troncato nel PRIMO di colore rosso, nel SECONDO allo specchio d'acqua al naturale, banda abbassata d'oro attraversante e accompagnato a sinistra nel primo troncato da tre stelle d'argento. Ornamenti esteriori da comune. Gonfalone: Drappo partito di rosso e di blu, riccamente ornato di ricami d'argento, caricato dello stemma comunale, con l'iscrizione centrata in argento: Comune di Stezzano. D.P.R. del 1º dicembre 1952 |                        |
|                               | Strozza D'oro, alla montagna di verde, fondata in punta, aperta alla base dalla caverna di nero, cimata dai due meli al naturale, la chioma del melo di destra parzialmente soprapposta all'altra, entrambe fruttate di rosso, sei e quattro. Ornamenti esteriori da Comune. D.P.R. del 4 gennaio 1988 Gonfalone: Drappo di verde, riccamente ornato di ricami d'argento, caricato dello stemma comunale, con l'iscrizione centrata in argento: Comune di Strozza. |                        |
|                               | Suisio Partito d'argento e di nero, alla torre dell'uno nell'altro di due piani, merlata alla guelfa, aperta e finestrata del campo e sostenuta da una fascia ondata d'azzurro e d'argento. Ornamenti esteriori da Comune. Gonfalone: Drappo partito di nero e bianco, riccamente ornato di ricami d'argento, caricato dello stemma comunale, con l'iscrizione centrata in argento: Comune di Suisio. |                        |
|                               | Taleggio Inquartato, caricato della croce d'argento ridotta, il primo e il quarto di rosso alla vacca ferma [al naturale] sostenuta dalla pianura di verde; il secondo e il terzo d'oro all'albero [tiglio] fogliato di verde, su campagna dello stesso. Sotto allo scudo, su lista d'azzurro, il motto in lettere maiuscole di nero FIDELITAS TALEGII. Gonfalone: Drappo interzato in palo di verde di bianco e di rosso, caricato dello stemma comunale, con l'iscrizione centrata in argento: Comune di Taleggio. |                        |
|                               | Tavernola Bergamasca Campo di cielo, al monte posto a destra, di verde, unito al fianco sinistro con sottile striscia di terra e monte fondati sullo specchio d’acqua, di azzurro, mareggiato di argento, il monte munito di grotta di nero, lo specchio d’acqua sostenente la barca d’oro, con il barcaiolo con il viso e le braccia di carnagione, vestito di verde in atto di remare verso la grotta, il tutto accompagnato nel cantone destro del capo da una cometa d’oro, costituita dalla stella di sei raggi, normali, il sesto all’ingiù, prolungato in palo, formante la coda, Ornamenti esteriori da Comune. D.P.R. del 23 ottobre 1997 Gonfalone: Drappo partito di giallo e di verde, riccamente ornato di ricami d'argento, caricato dello stemma comunale, con l'iscrizione centrata in argento: Comune di Tavernola Bergamasca. D.P.R. del 23 ottobre 1997 |                        |
|                               | Telgate D'oro, al castello torricellato di un pezzo centrale, murato di nero, merlato alla ghibellina, chiuso e finestrato di nero; al capo di azzurro alla conchiglia di argento appoggiata alla croce reclinata anch'essa d'argento. Ornamenti esteriori da Comune. D.P.R. del 27 marzo 1992 Gonfalone: Drappo partito di azzurro e di bianco, ornato di ricami d'argento, caricato dello stemma comunale, con l'iscrizione centrata in argento: Comune di Telgate. |                        |
|                               | Terno d'Isola Cinque punti di rosso, equipollenti a quattro d’argento; al capo di azzurro, caricato dell'aquila di nero, sostenuta dalla linea di partizione. Ornamenti esteriori da Comune. D.P.R. dell'11 dicembre 1997 Gonfalone: Drappo partito di bianco e di rosso, ornato di ricami d'argento, caricato dello stemma comunale, con l'iscrizione centrata in argento: Comune di Terno d'Isola. |                        |
|                               | Torre Boldone Troncato: nel primo trinciato: a) d'azzurro, al colombo d'argento, imbeccato e membrato di rosso, coronato d'oro alla base del collo; b) d'argento pieno; nel secondo di rosso, alla torre murata al naturale, merlata alla ghibellina, aperta e finestrata, accostata ai lati dalle lettere S.M. Ornamenti esteriori da Comune. D.P.R. del 25 ottobre 1950 Gonfalone: Drappo partito di rosso e d'azzurro, riccamente ornato di ricami d'argento e caricato dello stemma sopra descritto, con l'iscrizione centrata in argento: Comune di Torre Boldone. |                        |
|                               | Torre de' Busi D’azzurro, alla torre d’argento, merlata alla ghibellina, chiusa e finestrata di due in fascia, di nero, murata dello stesso, fondata sulla collina di verde, fondata in punta, essa torre sostenuta con le zampe anteriori dai due leoni di rosso, affrontati e poggianti le zampe posteriori sulla collina. Ornamenti esteriori da Comune. D.P.R. n. 3729 del 6 agosto 1988 Gonfalone: Drappo partito di bianco e di rosso, ornato di ricami d'argento, caricato dello stemma comunale, con l'iscrizione centrata in argento: Comune di Torre de' Busi. D.P.R. n. 3729 del 6 agosto 1988 |                        |
|                               | Torre de' Roveri Semitroncato partito: nel PRIMO, d’oro, al grappolo d’uva, di porpora, gambuto e pampinoso di due, di verde; nel SECONDO, di azzurro alla ruota dentata di dodici pezzi, di nero; nel TERZO, d’argento, al campanile di torre de’ roveri, di rosso, mattonato di nero, merlato di cinque alla guelfa, tre merli centrali più bassi, munito di bifora aperta del campo, fondato sulla pianura di nero. Ornamenti esteriori da Comune. D.P.R. del 21 dicembre 1989 Gonfalone: Drappo partito di bianco e d'azzurro, ornato di ricami d'argento, caricato dello stemma comunale, con l'iscrizione centrata in argento: Comune di Torre de' Roveri. |                        |
|                               | Torre Pallavicina Partito: al primo scaccato di tre file di rosso e d'argento di tre pezzi; al secondo di azzurro, caricato della torre di rosso merlata di tre alla guelfa, chiusa e finestrata di nero; al capo d'oro, caricato dell'aquila di nero dal volo spiegato. Ornamenti esteriori da Comune. Gonfalone: Drappo partito di azzurro e di bianco, ornato di ricami d'argento, caricato dello stemma comunale, con l'iscrizione centrata in argento: Comune di Torre Pallavicina. |                        |
|                               | Trescore Balneario Inquartato, nel primo e nel quarto di rosso, nel secondo e nel terzo d'oro, ad una T maiuscola, posta sull'inquartatura, dell'uno all'altro; al capo di argento caricato di una croce di rosso. Ornamenti esteriori di Comune. D.P.R. 28 gennaio 1960 Gonfalone: Drappo partito di rosso e di giallo, riccamente ornato di ricami d'argento, caricato dello stemma comunale, con l'iscrizione centrata in argento: Comune di Trescore Balneario. |                        |
|                               | Treviglio D'argento, alla torre aperta, merlata alla ghibellina, fiancheggiata da due leoni rampanti, poggianti una branca anteriore e posteriore alla torre, sormontata da un'aquila tenente fra gli artigli un suino capovolto. Ornamenti esteriori da Città. D.C.G. del 4 dicembre 1932 Gonfalone: Drappo di bianco, riccamente ornato di ricami d'oro, caricato dello stemma comunale, con l'iscrizione centrata in argento: Comune di Treviglio. |                        |
|                               | Treviolo Semipartito troncato: nel PRIMO d’azzurro all’incudine di nero e dal martello dello stesso, posto in sbarra; nel SECONDO d’oro al fascio di spighe, legato di rosso, posto in sbarra; nel TERZO di rosso al castello al naturale, murato, aperto, finestrato di nero, torricellato di un pezzo centrale, merlato alla ghibellina; accompagnato in punta da tre fasce ondate d’azzurro, scorciate. Ornamenti esteriori da Comune. Statuto comunale (relazione del dott. arch. Eugenio Guglielmi) Drappo di azzurro, caricato dello stemma comunale, con l'iscrizione centrata in argento: Comune di Treviolo. |                        |
|                               | Ubiale Clanezzo D'azzurro, al castagno sradicato al naturale, fruttato d'oro, attraversato sul tronco da un castello d'argento, murato di nero, merlato alla guelfa, aperto e finestrato di due del campo. Ornamenti esteriori da Comune. D.P.R. dell'11 maggio 1972 Gonfalone: Drappo partito di bianco e di azzurro, riccamente ornato di ricami d'argento, caricato dello stemma comunale, con l'iscrizione centrata in argento: Comune di Ubiale Clanezzo. D.P.R. dell'11 maggio 1972 |                        |
|                               | Urgnano D’oro, alla torre torricellata di un pezzo, di rosso, mattonata di nero, merlata alla guelfa, il fastigio di sette, la torricella di tre, chiusa di nero, finestrata di due finestrelle tonde, una sopra la porta, una nella torricella, fondata sulla pianura di verde. Ornamenti esteriori da Comune. Gonfalone: Drappo di azzurro, riccamente ornato di ricami d'argento, caricato dello stemma comunale, con l'iscrizione centrata in argento: Comune di Urgnano. |                        |
|                               | Valbondione d'argento alla torre di rosso, chiusa, finestrata e murata di nero, merlata di tre alla ghibellina, fondata su di un monte verde e accostata da due stelle d'azzurro, raggiate di sei; nel canton destro del capo un abete di verde. Ornamenti esteriori da Comune. D.P.R. n. 246 del 26 giugno 1981 Gonfalone: Drappo d'azzurro, riccamente ornato di ricami d'argento, caricato dello stemma comunale, con l'iscrizione centrata in argento: Comune di Valbondione. |                        |
|                               | Val Brembilla Semipartito troncato con la fascia diminuita di rosso sulla troncatura; nel 1º, di azzurro, alla croce latina, d’oro, fondata sulla fascia diminuita; nel 2º, d’oro, all’aquila dal volo alzato, di nero, allumata e linguata, di rosso; nel 3º, bandato di azzurro e d’oro. Ornamenti esteriori da Comune. D.P.R. del 10 dicembre 2014 Gonfalone: Drappo partito di giallo e di rosso, ornato di ricami d'argento, caricato dello stemma comunale, con l'iscrizione centrata in argento: Comune di Val Brembilla. |                        |
|                               | Valbrembo Di rosso alla torre di pietra quadrata, merlata di tre alla guelfa, accostata ai lati da due spighe di grano e da due pannocchie di mais d'argento poste in decusse; in punta e in capo una stella d'oro raggiata di sei. Ornamenti esteriori da Comune. D.P.R. dell'11 giugno 1980 Gonfalone: Drappo di bianco, riccamente ornato di ricami d'argento, caricato dello stemma comunale, con l'iscrizione centrata in argento: Comune di Valbrembo. |                        |
|                               | Valgoglio Troncato: nel primo, di rosso, ai tre bisanti d'argento, male ordinati; nel secondo, d'azzurro, alla stella di otto raggi d'oro. Ornamenti esteriori da Comune. Gonfalone: Drappo troncato di azzurro e rosso, riccamente ornato di ricami d'argento, caricato dello stemma comunale, con l'iscrizione centrata in argento: Comune di Valgoglio. |                        |
|                               | Valleve Semipartito troncato: il PRIMO di rosso alla lettera V d'oro; il SECONDO di verde alla sbarra d'azzurro: il TERZO d'argento al leone di rosso, linguato dello stesso, armato di nero, afferrante con le zampe anteriori la ruota di carro di otto raggi dello stesso. Ornamenti esteriori da Comune. D.P.R. del 7 novembre 2005 Gonfalone: Drappo di azzurro, ornato di ricami d'argento, caricato dello stemma comunale, con l'iscrizione centrata in argento: Comune di Valleve. D.P.R. del 7 novembre 2005 |                        |
|                               | Valnegra Incappato: palato di verde e d'oro, alla cappa interzata in fascia, nel primo e nel terzo di azzurro, nel secondo d'oro; con lo scaglione diminuito, posto sulla partizione, di rosso, caricato in capo della stella di sei raggi, d'argento: il tutto sotto il capo d'oro, caricato dall'aquila di nero. Ornamenti esteriori da Comune. Gonfalone: Drappo di azzurro, ornato di ricami d'argento, caricato dello stemma comunale, con l'iscrizione centrata in argento: Comune di Valnegra. |                        |
|                               | Valtorta Partito semitroncato: il PRIMO, di azzurro, al campanile di argento, coperto dello stesso, murato di nero, finestrato con la bifora, aperta del campo, fondato sulla pianura, di rosso; il SECONDO, di rosso, alla ruota meccanica di otto raggi e sedici denti, di argento; il TERZO, inquartato di argento e di verde. Ornamenti esteriori da Comune. D.P.R. del 25 febbraio 2008 Gonfalone: Drappo di bianco con la bordatura di verde, riccamente ornato di ricami d'argento, caricato dello stemma comunale, con l'iscrizione centrata in argento: Comune di Valtorta. |                        |
|                               | Vedeseta D'argento, alle tre sbarre d'azzurro. Ornamenti esteriori di Comune. D.P.R. del 29 novembre 1971 Gonfalone: Drappo tagliato di bianco e d'azzurro, riccamente ornato di ricami d'argento, caricato dello stemma comunale, con l'iscrizione centrata in argento: Comune di Vedeseta. |                        |
|                               | Verdellino Di cielo, all'olmo di verde, fustato al naturale, nodrito nella campagna erbosa di verde, essa campagna caricata dalla ruota meccanica d'oro di cinque raggi e di venti denti, il tutto accompagnato nel cantone destro dalla stella di cinque raggi d'oro. Ornamenti esterni da Comune. D.P.R. del 7 giugno 2011 Gonfalone: Drappo di giallo, ornato di ricami d'argento e caricato dallo stemma comunale, con l'iscrizione centrata in argento: Comune di Verdellino |                        |
|                               | Verdello Troncato: nel primo, di rosso, ai due fiori di margherita, d'oro, muniti ciascuno di otto petali, d'argento, essi fiori ordinati in fascia; nel secondo, d'argento, al fiore di margherita, d'oro, privo di petali; con la fascia diminuita, sulla troncatura, di verde. Ornamenti esteriori da Comune. D.P.R. del 5 agosto 1991, trascritto nei registri dell'Ufficio Araldico il 31 gennaio 1992. Reg. anno 1991. Pag. n. 57 Gonfalone: Drappo partito di giallo e di rosso, riccamente ornato di ricami d'argento, caricato dello stemma comunale, con l'iscrizione centrata in argento: Comune di Verdello. |                        |
|                               | Vertova Di azzurro, al ponte a tre arcate accompagnato in capo da una stella d’argento a sei raggi. Ornamenti esteriori da Comune. D.P.R. del 20 Gennaio 1960 Gonfalone: Drappo partito di azzurro e rosso, riccamente ornato di ricami d'argento, caricato dello stemma comunale, con l'iscrizione centrata in argento: Comune di Vertova. |                        |
|                               | Viadanica D'argento, alle due torri di rosso, mattonate di nero, merlate alla ghibellina di tre, una accanto all'altra, fondate sulla pianura erbosa di verde, aperte e finestrate di verde, accollate da due piante di viti d'oro, una e una, ognuna fruttata di due, pampinosa di due, dello stesso, nodrite nella pianura, entranti nelle porte e nelle finestre, uscenti a sinistra e a destra e desinenti con i cirri fra i merli, esse torri caricanti il monte Bronzone, altissimo e uscente dai fianchi, di verde, fondato sulla pianura. Ornamenti esteriori da Comune. D.P.R. dell'8 giugno 2007 Gonfalone: Drappo troncato di rosso e di bianco, ornato di ricami d'argento, caricato dello stemma comunale, con l'iscrizione centrata in argento: Comune di Viadanica. D.P.R. dell'8 giugno 2007 |                        |
|                               | Vigano San Martino Partito, semitroncato: nel primo, di porpora, alla torre d'oro, chiusa, finestrata di uno e murata di nero, merlata alla guelfa; nel secondo, di argento, alla croce latina, di rosso; nel terzo, di azzurro, all'ascia preistorica, posta in banda, con la lama di bronzo legata con correggia di cuoio al manico di legno, il tutto al naturale. Ornamenti esteriori da Comune. D.P.R. del 27 ottobre 1994, trascritto nei registri dell'Ufficio Araldico il 7 dicembre 1994. Reg. anno 1994 Pag. 83 Gonfalone: Drappo partito di bianco e di porpora, riccamente ornato di ricami d'argento, caricato dello stemma comunale, con l'iscrizione centrata in argento: Comune di Vigano San Martino. |                        |
|                               | Vigolo Troncato: nel primo di azzurro calzato d'oro, all'aquila volante, vista di tre quarti, con la testa a destra e la coda a sinistra, di nero, posta nel primo; nel secondo, d'azzurro, alle tre basse colline, di verde, fondate in punta, la collina centrale, con la sommità pianeggiante, sostenente la pecora d'argento, camminante, con le quattro zampe a terra. Ornamenti esteriori da Comune. D.P.R. dell'8 novembre 1991, trascritto nei registri dell'Ufficio Araldico il 5 maggio 1992. Reg. anno 1991 Pag. n. 68 Gonfalone: Drappo partito di bianco e di verde, ornato di ricami d'argento, caricato dello stemma comunale, con l'iscrizione centrata in argento: Comune di Vigolo. |                        |
|                               | Villa d'Adda D'oro a sette torri di rosso (3 - 2 - 2), chiuse, finestrate, murate di nero, attraversanti un fiume in banda d'azzurro ondato d'argento. Ornamenti esteriori da Comune. Gonfalone: Drappo partito, di rosso e di giallo, riccamente ornato di ricami d'argento e caricato dello stemma sopra descritto con la iscrizione centrata in argento: Comune di Villa d'Adda. Le parti di metallo ed i cordoni saranno argentati. L'asta verticale sarà ricoperta di velluto dei colori del drappo, alternati, con bullette argentate poste a spirale. Nella freccia sarà rappresentato lo stemma del Comune e sul gambo inciso il nome. Cravatta e nastri tricolorati dai colori nazionali frangiati d'argento. D.P.R. del 23 dicembre 1971 |                        |
|                               | Villa d'Almè Di rosso alle tre cotisse d’argento poste in banda; alla villa patrizia posta in cuore, con muri merlati alla ghibellina uscenti dai fianchi. Ornamenti esteriori da Comune, con un ramo di olmo e uno di vite legati da un nastro azzurro. D.P.R. del 20 dicembre 1965 Gonfalone: Drappo partito di rosso e di giallo, caricato dello stemma comunale, con l'iscrizione centrata in argento: Comune di Villa d'Almè. |                        |
|                               | Villa d'Ogna Partito, semitroncato: nel Primo, di rosso, alla fontana d’argento, di tre bacini, il bacino inferiore grande e colmo d’acqua di azzurro…, quello superiore piccolo, quello mediano di misura intermedia, il superiore zampillante di due zampilli d’acqua, di azzurro, ricadenti nel mediano, e da questo nel bacino inferiore; nel Secondo d’azzurro, al libro chiuso d’argento: nel Terzo d’oro alla fucina con una fiamma al naturale e fabbro. Ornamenti esteriori da Comune. Gonfalone: Drappo partito di azzurro e di rosso, ornato di ricami d'argento, caricato dello stemma comunale, con l'iscrizione centrata in argento: Comune di Villa d'Ogna. |                        |
|                               | Villa di Serio D’oro alla croce di Sant’Andrea diminuita, di rosso, accostata in capo da motto SPQR, in caratteri lapidari di nero, nel fianco destro e sinistro da un gruppo di sassi al naturale, e in punta dal leone alato. Ornamenti esteriori da Comune. D.P.R. del 23 febbraio 1952 Gonfalone: Drappo di giallo, riccamente ornato di ricami d'argento, caricato dello stemma comunale, con l'iscrizione centrata in argento: Comune di Villa di Serio. |                        |
|                               | Villongo D'argento alla torre di rosso, chiusa e murata di nero, merlata di tre alla guelfa, fondata su di un monte di verde; sormontata da tre stelle d'azzurro raggiate di sei e ordinate in fascia. Ornamenti esteriori da Comune, con nastro rosso. Gonfalone: Drappo partito di bianco e di rosso, ornato di ricami d'argento, caricato dello stemma comunale, con l'iscrizione centrata in argento: Comune di Villongo. |                        |
|                               | Vilminore di Scalve D'azzurro ai tre abeti al naturale, nodriti su campagna di giallo e sormontati da tre stelle, male ordinate, d'oro raggiate di cinque; dietro il tronco dell'albero centrale un orso. Sotto lo scudo su lista d'azzurro con le estremità bifide il motto in caratteri maiuscoli di nero Tutus in silvis. Ornamenti esteriori da Comune. Gonfalone: Drappo di verde, ornato di ricami d'argento, caricato dello stemma comunale, con l'iscrizione centrata in argento: Comune di Vilminore di Scalve. |                        |
|                               | Zandobbio Partito: nel PRIMO di rosso alla torre d'argento, chiusa, finestrata e murata di nero, merlata di quattro alla guelfa; nel secondo di oro alla colonna di marmo di rosso al naturale, cimata di tre spighe di frumento d'argento, poste a ventaglio. Ornamenti esteriori da Comune. D.P.R. del 27 giugno 1983 Gonfalone: Drappo partito di giallo e rosso, riccamente ornato di ricami d'argento, caricato dello stemma comunale, con l'iscrizione centrata in argento: Comune di Zandobbio. |                        |
|                               | Zanica Partito: nel PRIMO di rosso alla torre d'argento, murata di nero, merlata alla guelfa di cinque, chiusa di nero con porta a sesto acuto, essa torre fondata sulla campagna di verde; nel SECONDO d'azzurro, al tasso al naturale, fermo sulla campagna bandata d'oro e di rosso, accompagnato in capo dal sole orizzontale, sinistro, d'oro, munito di due raggi ondeggianti e di un raggi e due semiraggi acuti. Ornamenti esteriori da Comune. D.P.R. del 17 maggio 1989 Gonfalone: Drappo partito di azzurro e rosso, riccamente ornato di ricami d'argento, caricato dello stemma comunale, con l'iscrizione centrata in argento: Comune di Zanica. |                        |
|                               | Zogno Di verde alla figura di San Lorenzo vestito di un camice bianco con sovrapposta la dalmatica di rosso, tenente con il braccio destro teso una graticola di ferro in palo; col capo di rosso, al giglio d'oro. Ornamenti esteriori da Comune. D.P.C.M. del 19 dicembre 1951 Gonfalone: Drappo partito di rosso e di verde, ornato di ricami d'argento, caricato dello stemma comunale, con l'iscrizione centrata in argento: Comune di Zogno. D.P.R. del 1º dicembre 1952 |                        |

## Ex comuni
| Stemma | Ex Comune e blasonatura | Gonfalone |
| ------ | --- | --------- |
|        | Brembilla (Dal 4 febbraio 2014 parte del comune di Val Brembilla) Troncato: nel PRIMO d'oro all'aquila al naturale, al SECONDO bandato d'oro e d'azzurro, sostenuto da una trangla di rosso caricata di una stella a sei punte di rosso, inscritta in un quadrato d'argento. Ornamenti esteriori di Comune.                                              |           |
|        | Gerosa (Dal 4 febbraio 2014 parte del comune di Val Brembilla) Troncato: nel primo d'oro, alla croce latina al naturale, raggiata dello stesso; nel secondo bandato d'oro e d'azzurro, sostenuto da una trangla di rosso, caricata di una stella a sei punte d'oro. Ornamenti esteriori da Comune. R.D. del 20 ottobre 1932, RR.LL.PP. del 9 aprile 1934 |           |
|        | Valsecca (Dal 21 gennaio 2014 forma un unico comune con Sant'Omobono Terme, il nuovo comune mantiene il nome di Sant'Omobono Terme) Il comune non aveva adottato alcuno stemma ufficiale benché fossero state presentate alcune proposte. |           |